# Catar
Catar (en árabe: قطر‎, romanizado: Qaṭar; AFI: [ˈqɑtˁɑr]; árabe del Golfo [ɡɪtˤɑr]), cuyo nombre oficial es Estado de Qatar (en árabe: دولة قطر‎, romanizado: Dawlat Qaṭar), es un Estado soberano árabe ubicado en el oeste de Asia que ocupa la pequeña península homónima en el este de la península arábiga. Tiene una única frontera terrestre, por el sur con Arabia Saudita, mientras que el resto del territorio lo bañan las aguas del golfo Pérsico. Un estrecho de agua separa esta península del Estado insular de Baréin.
Catar es una monarquía absoluta que ha sido gobernada por la familia Al Thani desde mediados del siglo XIX. Antes del descubrimiento de petróleo en su territorio, era famoso por la recolección de perlas y por su comercio marítimo. Fue protectorado británico hasta que ganó su independencia en 1971. En 1995 el jeque Hamad al Thani se convirtió en emir después de deponer a su padre, Jalifa bin Hamad al Thani, en un golpe de Estado pacífico. Desde 2013, el emir catarí es su hijo Tamim bin Hamad Al Thani, que accedió al cargo tras la abdicación de su padre.
Catar posee la tercera mayor reserva mundial de gas natural, lo que ha convertido al pequeño emirato en el país con mayor renta per cápita del planeta en 2012 y le ha llevado a alcanzar el tercer lugar del índice de desarrollo humano más alto del mundo árabe en 2023, por detrás de los Emiratos Árabes Unidos y Baherein, de 0.886. Su economía es reconocida como de altos ingresos por el Banco Mundial y también figura en el puesto 21 como país más pacífico a nivel global en 2023. Catar está inmerso actualmente en una gran transformación planificada que durará hasta 2030 y que pretende conseguir una economía avanzada, sostenible y diversificada.
En tiempos recientes, Catar ha comenzado a ganar peso en el mundo árabe e internacionalmente. El país está extendiendo su influencia en el mundo árabe a través de su televisión estatal Al Jazeera. La nación mantiene relaciones cercanas con diversos poderes occidentales y asiáticos, y en numerosas ocasiones ha actuado de puente entre los Estados musulmanes y el resto del mundo. Catar tiene una población de unos 3.05 millones de personas (2024),  pero en 2015 solamente el 12 % de ellos fueron ciudadanos cataríes. La mayor parte de sus habitantes son extranjeros (aproximadamente 2,59 millones), que trabajan y viven allí. En Catar no hay impuestos sobre la renta ni sobre las ventas. Empresas extranjeras pagan impuestos y hay impuestos sobre bebidas con mucho azúcar, bebidas energéticas, alcohol, tabaco y carne de cerdo.
En junio de 2017, Arabia Saudita, Baréin, Egipto y los Emiratos Árabes Unidos, entre otros Estados musulmanes, cortaron las relaciones diplomáticas con el país e impusieron un bloqueo, acusándolo supuestamente de apoyar y financiar el terrorismo, así como de manipular los asuntos internos de sus Estados vecinos, como resultado de una escalada de tensiones desde hace tiempo con Arabia Saudita. Sin embargo, en enero de 2021 y bajo mediación de Kuwait y los Estados Unidos, Catar y Arabia Saudita acordaron poner fin al bloqueo, reabriendo sus fronteras e iniciando un proceso de reconciliación entre Riad y Doha. A fin de promover el turismo, Catar ha invertido miles de millones de dólares en la mejora de infraestructuras, ha organizado los Juegos Asiáticos de 2006 y la Copa Mundial de Fútbol de 2022, el primer país árabe que lo consigue. También será sede de los Juegos Asiáticos de 2030.

## Toponimia
Gaius Plinius, un escritor romano, documentó el primer relato perteneciente a los habitantes de la península a mediados del siglo I, refiriéndose a ellos como los Catharrei, una designación que puede haber derivado del nombre de un asentamiento local importante. Un siglo después, Ptolomeo produjo el primer mapa conocido para representar la península, refiriéndose a ella como Catara. El mapa también hacía referencia a una ciudad llamada Cadara al este de la península. El término «Catara» (habitantes, Cataraei) se usó exclusivamente hasta el siglo XVIII, después de lo cual «Katara» surgió como la ortografía más comúnmente reconocida. Finalmente, después de variaciones —«Katr», «Kattar» y «Guttur»— se adoptó el derivado moderno Catar como el nombre del país.
En 2010 la Real Academia Española en las innovaciones asentadas en la Ortografía de dicho año, recomienda el uso de la grafía «Catar» en vez de la transcripción «Qatar» obtenida «de los originales árabes que presentan un uso de la 'q' ajeno al sistema ortográfico del español».

## Historia

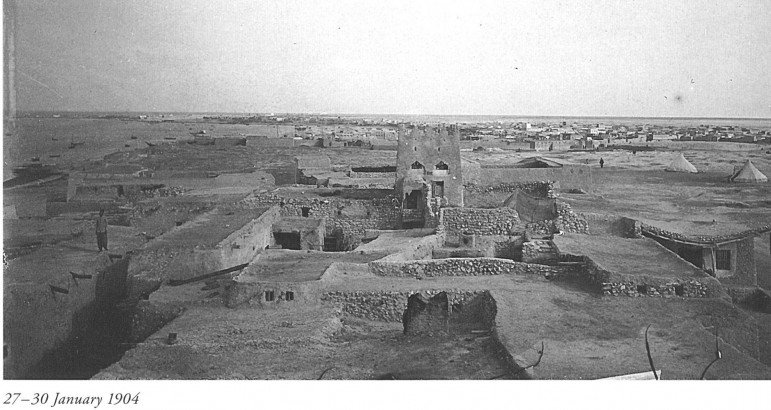
Vieja ciudad de Doha, enero de 1904

Los primeros habitantes históricos de Catar fueron los cananeos. El islam llegó en el siglo VII y llevó a Catar a formar parte sucesivamente de los califatos omeya y abásida. Catar fue en la Edad Media una importante escala en la ruta que llevaba de Basora a Omán. También fue un importante nido de piratas hasta prácticamente el siglo XIX.
A partir del siglo XVIII el Imperio otomano comenzó a interesarse por la zona. Después de que la familia Al Jalifa, procedente de Kuwait, emigrara a Catar, los iraníes invadieron la península en el año 1783, pero fueron expulsados al poco tiempo. Los Al Jalifa se establecieron en la próxima isla de Baréin, desde donde ejercieron como familia gobernante en Baréin y Catar, pero los cataríes se rebelaron contra su soberanía en el año 1867. Ayudados por el gobernante de Abu Dabi, los Al Jalifa derrotaron a los habitantes de Catar y arrasaron la ciudad de Doha.

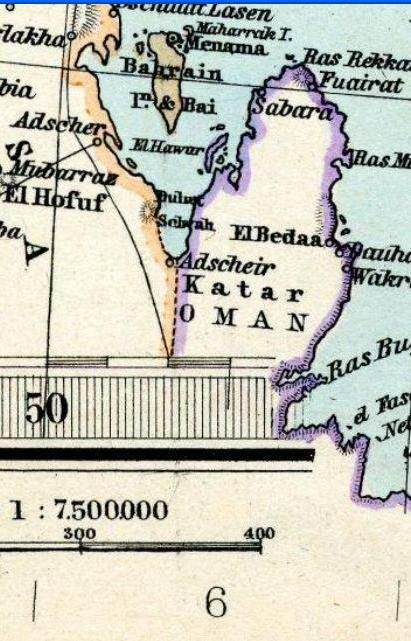
Catar en un mapa elaborado en 1891 por Adolf Stieler

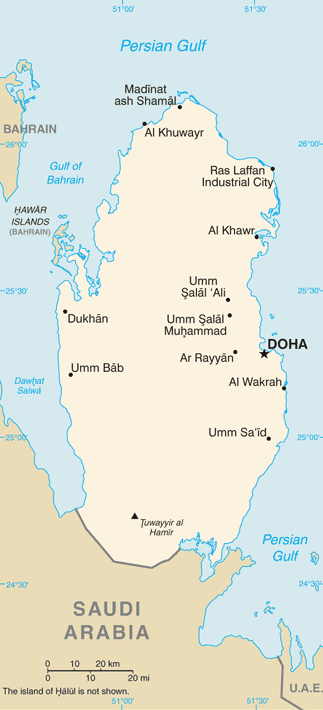
Mapa de Catar en el golfo Pérsico (en inglés)

La intervención de los ingleses para reducir la piratería en la región permitió la llegada al poder en Catar de la familia Al Thani. Luego, Catar fue sometida por los turcos otomanos en 1871, y la península quedó bajo la autoridad del gobernador otomano de Basora. Pero un levantamiento victorioso de los cataríes en 1893 logró que se redujera la influencia turca en el país.
Durante muchos siglos, Catar estuvo en manos de los persas. Luego, pasaría a formar parte del Imperio otomano, hasta su desmembración en 1915. El emir 'Abd Allāh firmó un tratado con el Reino Unido (1916), merced al cual el emirato se convirtió en protectorado británico.
Tras la decisión británica de abandonar el golfo Pérsico en 1971, Catar ingresó en la Federación de Emiratos Árabes del Golfo Pérsico (1968). Obtenida la independencia (1971), se retiró de la Federación, firmó un tratado de amistad con los británicos e ingresó en la Liga Árabe y en la ONU (1971).
Con un incruento golpe de Estado (1972), Ahmed Al Thani fue depuesto por su primo el jeque Jalifa Al Thani, quien se mantuvo en el poder hasta 1995, cuando fue destronado por su hijo Hamad Al Thani, mientras este pasaba las vacaciones en Suiza. Desde 2013, el jeque Tamim bin Hamad Al Thani (en árabe: الشيخ تميم بن حمد آل ثاني‎; nacido el 3 de junio de 1980) es el actual emir de Catar, a consecuencia de que en junio de 2013 su padre, el citado Hamad Al Thani, anunció su voluntad de abdicar en Tamim ante los miembros de la familia real y figuras prominentes de la sociedad catarí.
En marzo de 2005, un profesor británico resultó muerto por el ataque de un terrorista suicida, en el que resultó ser el primer acto de terrorismo en el país. El ataque suicida lo ejecutó el ciudadano egipcio Omar Ahmed Abdullah Ali, residente en Catar y sospechoso de conexiones con Al-Qaeda.
El 5 de junio de 2017 los gobiernos de Egipto, Arabia Saudita, los Emiratos Árabes Unidos, Baréin, Yemen, Libia y Maldivas rompieron relaciones diplomáticas con Catar en medio de la creciente tensión generada por la supuesta injerencia de Catar en la situación interna de estos países y del supuesto apoyo a los hutíes de Yemen que enfrentan la invasión de Arabia Saudita. La crisis terminó el 5 de enero de 2021 con un acuerdo formado en la Cumbre del Consejo de Cooperación del Golfo en Al-Ula.

## Gobierno y política

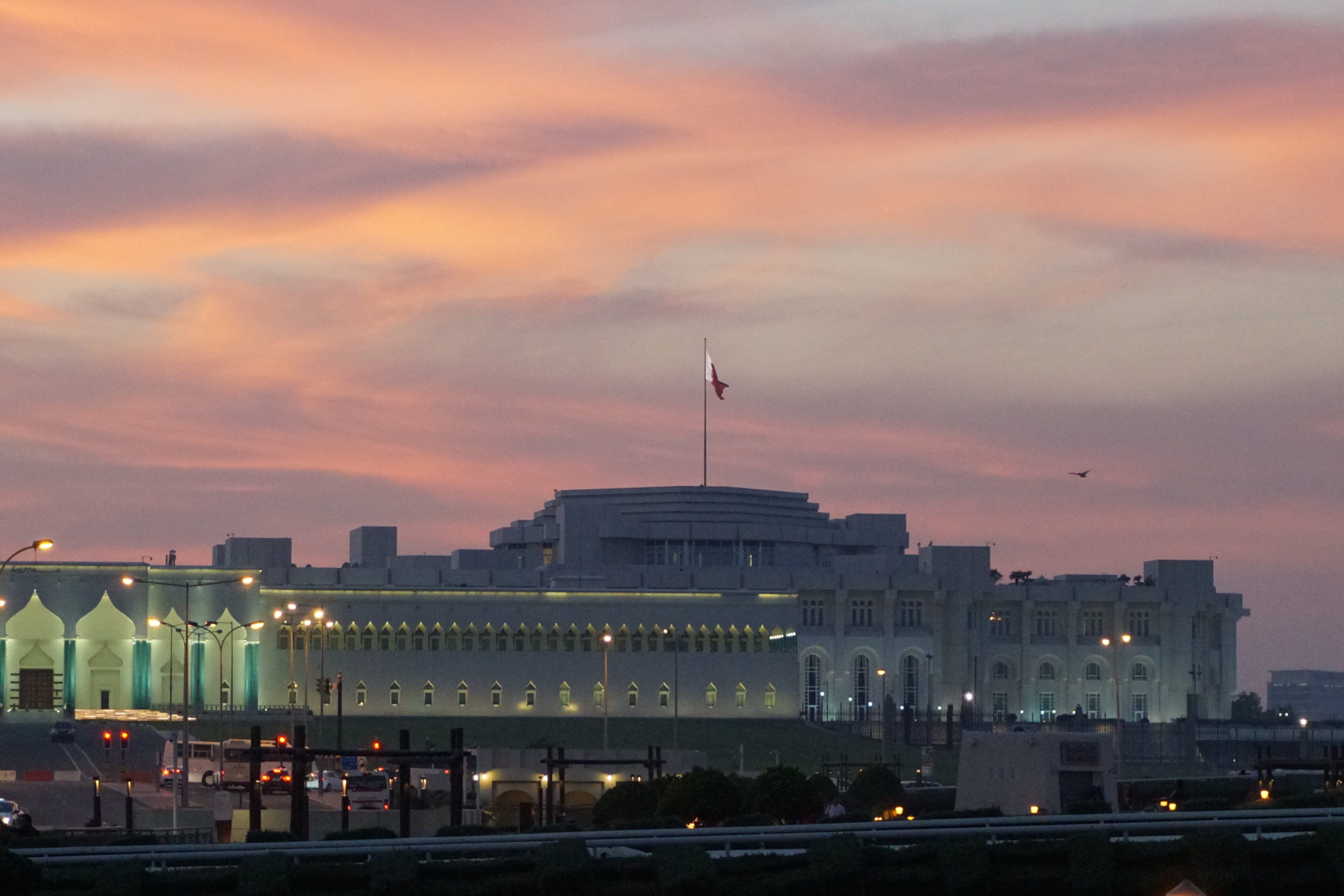
Palacio del Emir de Catar

Catar es un emirato. Según la Constitución de 1970, el poder ejecutivo descansa en el Consejo de Ministros. La Majlis al-Shura (Asamblea Consultiva) tiene competencias consultivas.
El 29 de abril de 2003 Catar celebró un referéndum para aprobar una nueva Constitución que fue apoyada por el 98,4 % de los electores. Entró en vigor en 2005. En ella se prevé la elección de una Asamblea Consultiva de 45 miembros (de los cuales 15 son designados por el emir) que podrá proponer la adopción de leyes, aprobar y enmendar el presupuesto, llevar a cabo debates sobre la política del Gobierno y hacer preguntas a los ministros. La Constitución no prevé la creación de partidos políticos, pero sí reconoce el derecho a la libertad de expresión y asociación, el derecho a un juicio justo y consagra la libertad de culto.
El Consejo de Cooperación para los Estados Árabes del Golfo Pérsico, creado en 1981 como reacción a la supuesta amenaza de la Revolución iraní, está integrado por Arabia Saudita, Baréin, los Emiratos Árabes Unidos, Kuwait, Catar y Omán. El objetivo es fomentar la cooperación económica entre los países miembros y mejorar el trabajo conjunto en lo que a política exterior y de seguridad común se refiere. También los países integrantes persiguen crear una unión monetaria. Todo ello siguiendo en parte el modelo de la Unión Europea.

### Política interna
El gobierno Catarí mantiene una serie de restricciones a la libertad de expresión y a los movimientos por la igualdad.

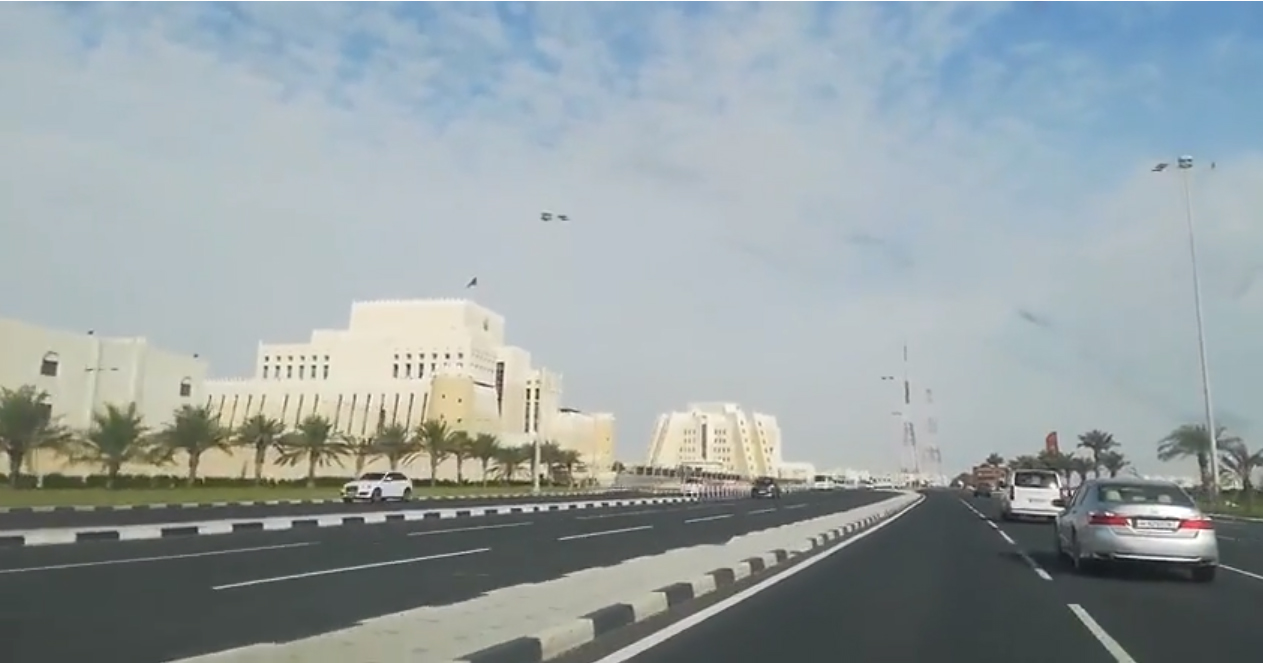
Ministerio del Interior de Catar

En Catar, la familia gobernante, Al Thani (آل ثاني), sigue ostentando el poder en solitario desde la independencia del país en 1971. El Emir, que es el jefe de Estado, dirige el país con el apoyo de su familia.
En 1971, las Leyes Básicas de Catar institucionalizaron las costumbres locales arraigadas en la herencia conservadora wahabí de Catar (su influencia ha disminuido en la actualidad), otorgando al Emir un poder considerable. El mantenimiento de las tradiciones de consulta, gestionadas por consenso, y el derecho del ciudadano a apelar al emir personalmente, influyen en el papel del emir. El emir, aunque no está sujeto a ningún individuo, no puede violar la sharia (ley islámica) y en la práctica debe tener en cuenta las opiniones de los líderes notables y de la autoridad religiosa. El Consejo Consultivo, un grupo con miembros designados que asiste al Emir en el desarrollo de nuevas políticas, institucionaliza la posición de este tipo de grupos influyentes. Es un país sin partidos políticos y su conformación se encuentra explícitamente prohibida en su ordenamiento jurídico.
El 22 de febrero de 1972, el primer ministro, Jalifa bin Hamad Al Thani, depuso a su primo, el emir Ahmad bin Ali Al Thani, y asumió todos los poderes. Los miembros más destacados de la familia Al-Thani apoyaron su decisión, que se llevó a cabo sin ningún tipo de violencia ni signos de agitación política.

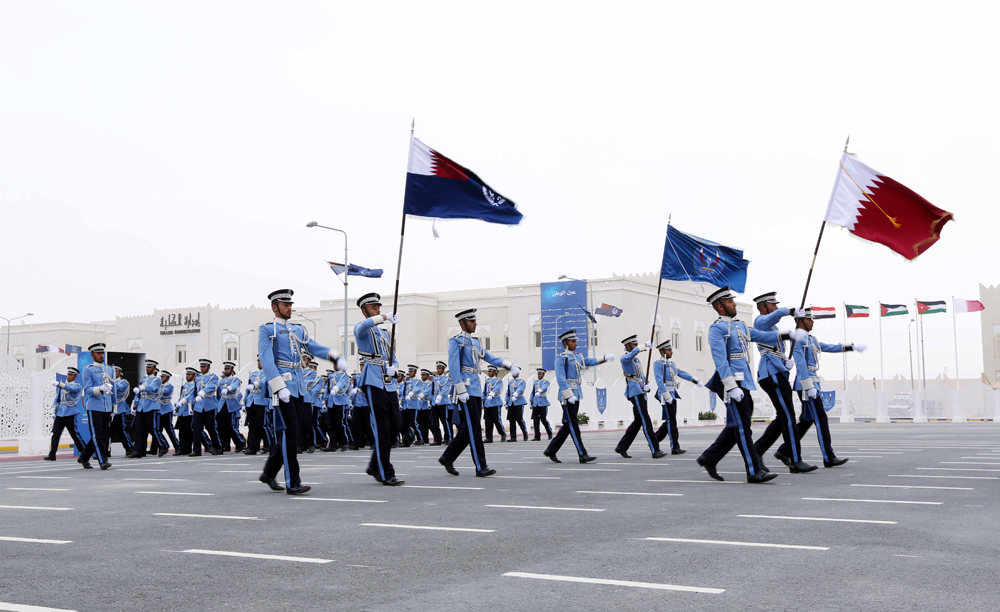
Policía de Catar

El 27 de junio de 1995, el primer ministro, Hamad bin Jalifa Al Thani, destituyó a su padre, el emir Jalifa, sin violencia, y se fijó como objetivo elevar el perfil de Catar en la escena regional y, en la medida de lo posible, en la internacional. El Emir Hamad y su padre se reconciliaron en 1996, pero el derrocado gobernante no regresó al país hasta 2004, tras pasar una temporada en Francia e Italia. La libertad de prensa se ha ampliado, y la cadena de televisión catarí Al Jazeera se ha ganado una reputación única como fuente de 'información libre y sin censura' en los países árabes. En 1999 se celebraron las primeras elecciones a un consejo local, abiertas a todos los adultos, incluidas las mujeres y, en abril de 2003, el país aprobó una constitución, cuya redacción llevó cuatro años. Su principal novedad: la institución de un Majlis Al-Shura (consejo consultivo) del que treinta de los cuarenta y cinco miembros serán elegidos por sufragio universal directo, siendo los otros quince restantes designados exclusivamente por el Emir (artículo 77). La primera elección de este parlamento tuvo lugar en 2004. Sin embargo, la nueva Constitución no permite la formación de partidos políticos. Uno de los artículos más innovadores es el que garantiza la libertad de culto, sin restringirla a las religiones monoteístas. Durante la guerra contra Irak, el país sirvió de base para el personal militar estadounidense (el Mando Central de Estados Unidos en Tampa, Florida, CENTCOM, responsable de las operaciones de guerra en Irak).
El 11 de diciembre de 2002, se firmó un acuerdo de cooperación militar con Estados Unidos sobre el uso de la base aérea de Al-Eideid por parte de las fuerzas estadounidenses. En 2011, Catar envió sus aviones Mirage para luchar contra las fuerzas libias de Muamar Gadafi junto a las tropas occidentales, dejando el campo de la mediación por el de la acción.
Después de haber preparado gradualmente su sucesión durante dos años haciéndole partícipe de los asuntos más importantes, el emir Hamad bin Jalifa Al Thani, con una salud precaria, abdicó el 25 de junio de 2013 en favor de su hijo Tamim bin Hamad Al Thani que, a sus 33 años, se convirtió en el jefe de Estado más joven del mundo árabe.

### Derechos humanos
En materia de derechos humanos, respecto a la pertenencia a los siete organismos de la Carta Internacional de Derechos Humanos, que incluyen al Comité de Derechos Humanos (HRC), Catar ha firmado o ratificado:
| Catar | Tratados internacionales  | Tratados internacionales | Tratados internacionales  | Tratados internacionales  | Tratados internacionales  | Tratados internacionales                                                                                                   | Tratados internacionales  | Tratados internacionales                                                                                                   | Tratados internacionales  | Tratados internacionales                                                                                                   | Tratados internacionales  | Tratados internacionales | Tratados internacionales                                                                                                   | Tratados internacionales                                                                                                   | Tratados internacionales | Tratados internacionales  | Tratados internacionales | Tratados internacionales    |
| --- | ------------------------- | ------------------------ | ------------------------- | ------------------------- | ------------------------- | --- | ------------------------- | --- | ------------------------- | --- | ------------------------- | ------------------------ | --- | --- | ------------------------ | ------------------------- | ------------------------ | --------------------------- |
| Catar | CESCR                     | CESCR                    | CCPR                      | CCPR                      | CCPR                      | CERD | CED                       | CEDAW | CEDAW                     | CAT | CAT                       | CRC                      | CRC | CRC | CRC                      | MWC                       | CRPD                     | CRPD                        |
| Catar | CESCR                     | CESCR-OP                 | CCPR                      | CCPR-OP1                  | CCPR-OP2-DP               | CERD | CED                       | CEDAW | CEDAW-OP                  | CAT | CAT-OP                    | CRC                      | CRC-OP-AC | CRC-OP-SC | CRC-OP-CP                | MWC                       | CRPD                     | CRPD-OP                     |
| Pertenencia | Ni firmado ni ratificado. | Sin información.         | Ni firmado ni ratificado. | Ni firmado ni ratificado. | Ni firmado ni ratificado. | Catar ha reconocido la competencia de recibir y procesar comunicaciones individuales por parte de los órganos competentes. | Ni firmado ni ratificado. | Catar ha reconocido la competencia de recibir y procesar comunicaciones individuales por parte de los órganos competentes. | Ni firmado ni ratificado. | Catar ha reconocido la competencia de recibir y procesar comunicaciones individuales por parte de los órganos competentes. | Ni firmado ni ratificado. | Firmado y ratificado.    | Catar ha reconocido la competencia de recibir y procesar comunicaciones individuales por parte de los órganos competentes. | Catar ha reconocido la competencia de recibir y procesar comunicaciones individuales por parte de los órganos competentes. | Sin información.         | Ni firmado ni ratificado. | Firmado y ratificado.    | Firmado pero no ratificado. |
| Firmado y ratificado, firmado, pero no ratificado, ni firmado ni ratificado, sin información, ha accedido a firmar y ratificar el órgano en cuestión, pero también reconoce la competencia de recibir y procesar comunicaciones individuales por parte de los órganos competentes. |                           |                          |                           |                           |                           | |                           | |                           | |                           |                          | | |                          |                           |                          |                             |

Desde 2014, algunas disposiciones del Código Penal catarí permiten imponer castigos como la flagelación y la lapidación como sanciones penales. El Comité de la ONU contra la Tortura consideró que estas prácticas constituían un incumplimiento de las obligaciones impuestas por la Convención de la ONU contra la Tortura. Catar mantiene la pena de muerte, principalmente por amenazas contra la seguridad nacional, como el terrorismo. El uso de la pena de muerte es poco frecuente y no se han producido ejecuciones estatales en Catar desde 2003. En Catar, los actos homosexuales son ilegales y pueden ser castigados con la muerte. 

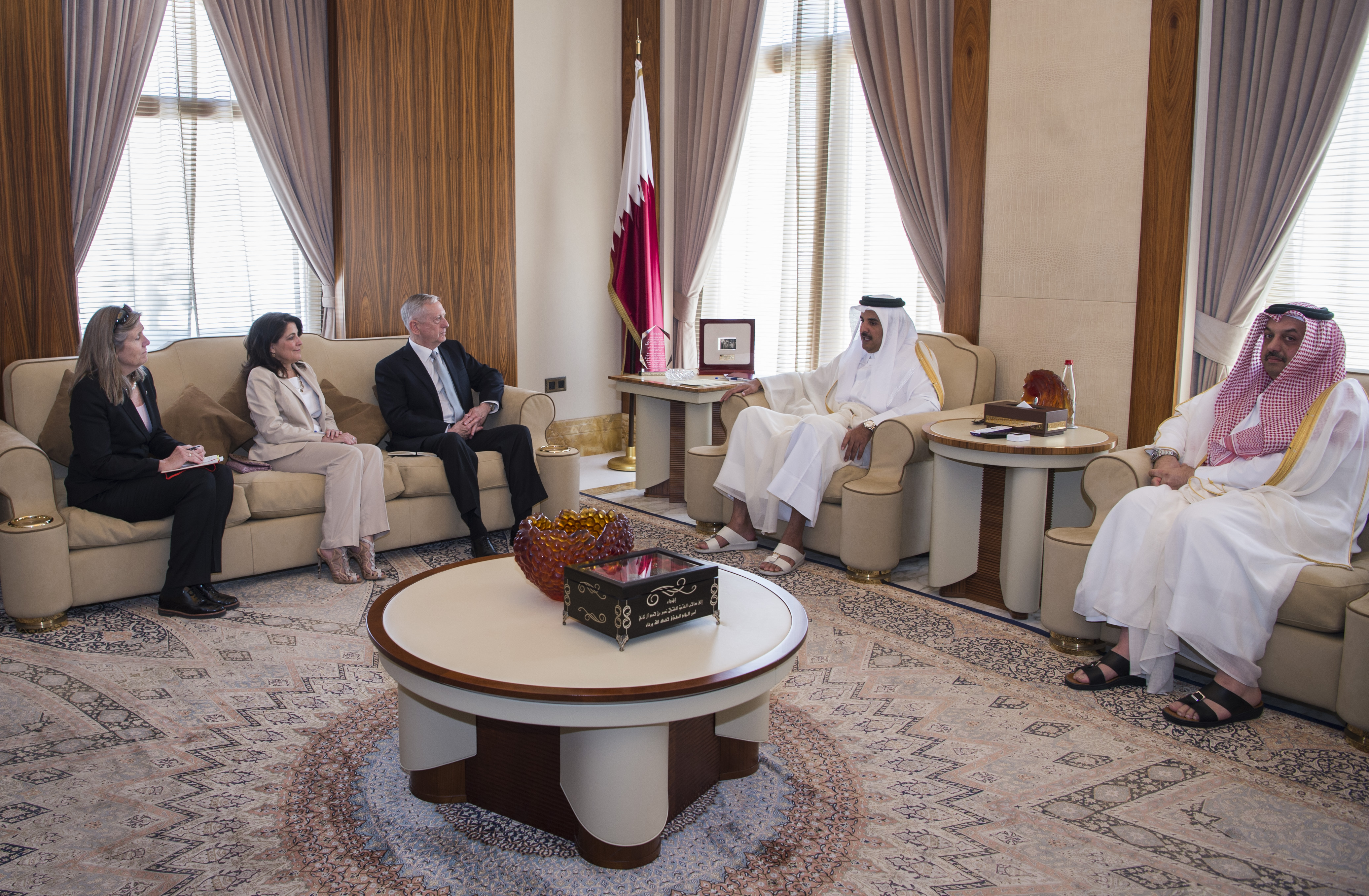
El secretario de Defensa de Estados Unidos visitando al Emir de Catar en 2017

Un informe de 2011 del Departamento de Estado de Estados Unidos concluyó que algunos trabajadores expatriados de naciones de toda Asia y partes de África que emigraron voluntariamente a Catar como trabajadores poco cualificados o empleados domésticos se enfrentaron posteriormente a condiciones indicativas de servidumbre involuntaria. Algunas de las violaciones más comunes de los derechos laborales son las palizas, la retención de pagos, el cobro a los trabajadores de prestaciones de las que es responsable el empleador, las restricciones a la libertad de movimiento (como la confiscación de pasaportes, documentos de viaje o permisos de salida), la detención arbitraria, las amenazas de acciones legales y las agresiones sexuales. Muchos trabajadores migrantes que llegan para trabajar en Catar han pagado tarifas exorbitantes a los reclutadores de sus países de origen.

### Sistema legal
En contraste con otros Estados árabes (como Arabia Saudita, por ejemplo), Catar tiene una de las legislaciones más liberales relativamente entre la comunidad musulmana, pero no llega a los extremos de otras naciones árabes del golfo Pérsico (como los Emiratos Árabes Unidos o Baréin). Catar es una jurisdicción del derecho continental; sin embargo, la Sharia se aplica a aspectos como la familia, las herencias y algunos actos criminales. Legalmente la mujer puede conducir en Catar, y hay un naciente énfasis en la igualdad y en los derechos humanos, evidenciado esto formalmente al menos desde el establecimiento del Comité Nacional de los Derechos Humanos Archivado el 20 de noviembre de 2008 en Wayback Machine. de Catar. No obstante, las mujeres violadas son condenadas por adulterio.

El país está experimentando un periodo de liberalización y modernización iniciado en el reinado del emir Hamad Al Thani, y que continúa el emir actual Tamim bin Hamad Al Thani. Las leyes de Catar toleran el alcohol hasta una cierta cantidad. Sin embargo, los bares públicos y los clubes nocturnos sólo operan en los hoteles y clubes caros. Los residentes expatriados en Catar son aptos para recibir permisos para alcohol, permitiéndoles así pagar por alcohol para uso personal mediante la Qatar Distribution Company, el exclusivo importador y vendedor de alcohol en Catar. Catar ha empezado a liberarse durante la XV edición de los Juegos Asiáticos, pero son prudentes de ser demasiados liberales en sus leyes.

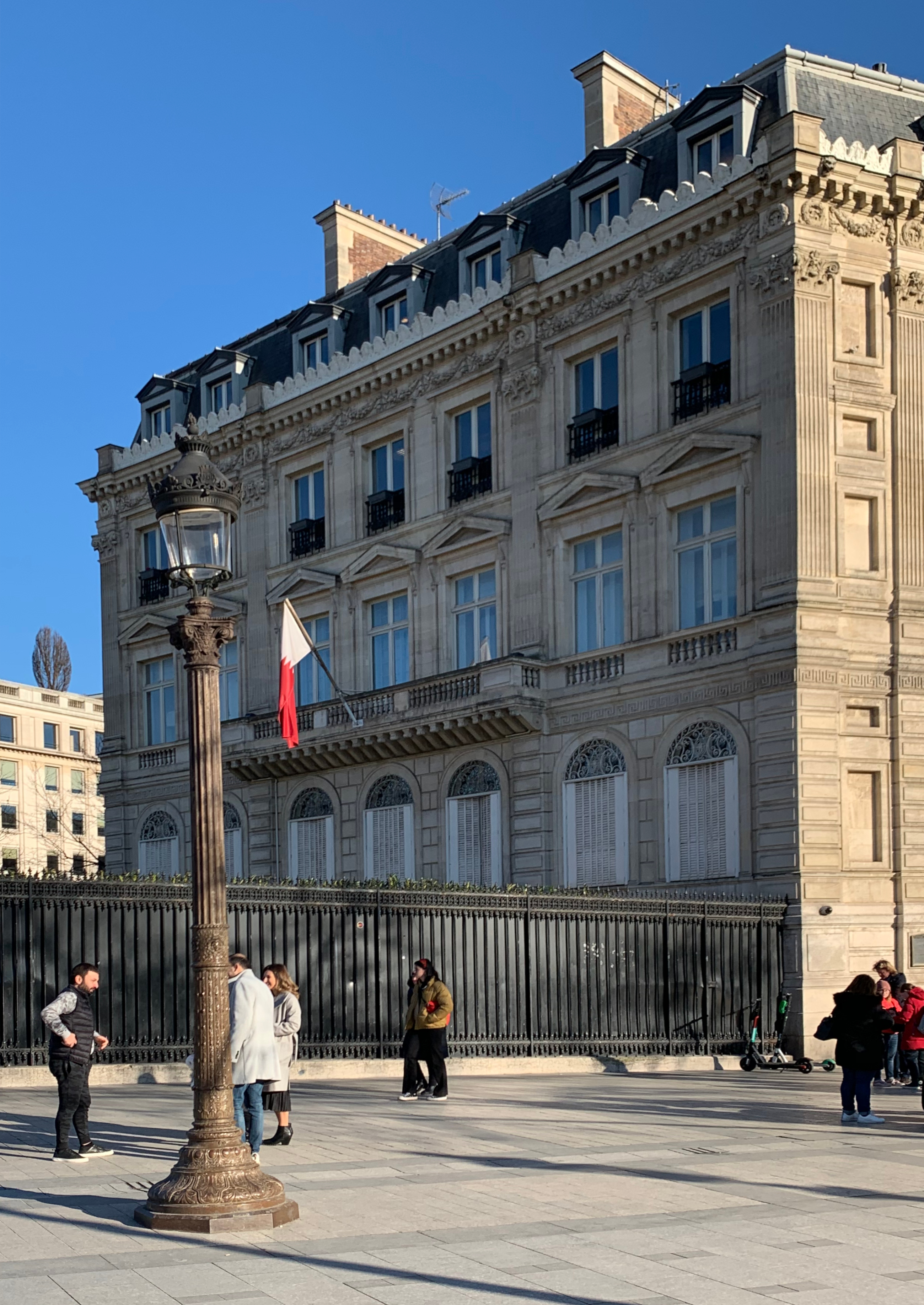
Embajada de Catar en París, Francia

Al igual que otros países árabes del golfo Pérsico, Catar tenía leyes de avales. Esas leyes eran extensamente descritas como semejantes a la esclavitud moderna. El sistema de avales («kafeel» o «kafala») dice que una persona con intenciones de radicarse por trabajo no puede entrar en el país sin un «kafeel» ni puede marcharse sin el permiso de este, firmado con el avalador o «kafeel».
Desde el 13 de diciembre del 2016, Catar abolió el sistema de avales «kafala», tras las denuncias de organizaciones internacionales por los abusos de los derechos de los trabajadores.

### Relaciones exteriores
El perfil internacional de Catar y su activo papel en los asuntos internacionales ha llevado a algunos analistas a identificarlo como una potencia media. Catar fue uno de los primeros miembros de la OPEP y miembro fundador del Consejo de Cooperación del Golfo (CCG). Es miembro de la Liga Árabe. Las misiones diplomáticas de Catar tienen su sede en su capital, Doha.
Las relaciones regionales y la política exterior de Catar se caracterizan por una estrategia de equilibrio y construcción de alianzas entre las grandes potencias regionales. Mantiene una política exterior independiente y participa en el equilibrio regional para asegurar sus prioridades estratégicas y tener reconocimiento a nivel regional e internacional. Como pequeño Estado del golfo, Catar estableció una política exterior de "puertas abiertas" en la que Catar mantiene vínculos con todas las partes y actores regionales de la región, incluso con organizaciones como los talibanes y Hamás. La historia de las alianzas de Catar permite conocer la base de sus relaciones exteriores. Entre 1760 y 1971, Catar buscó la protección formal de las altas potencias transitorias de los otomanos, los británicos, los Al-Khalifas de Baréin y de Arabia Saudita.
Catar tiene vínculos especialmente fuertes con China, Irán, Turquía, y Estados Unidos, así como con varios movimientos islamistas de Oriente Medio, como los Hermanos Musulmanes. En junio de 2017, Arabia Saudita, los EAU, Baréin, Egipto y Yemen rompieron sus lazos diplomáticos con Catar, acusándola de supuestamente apoyar el terrorismo. La crisis intensificó una disputa sobre el apoyo de Catar a la Hermandad Musulmana, que es considerada una organización radical por algunas naciones árabes. El conflicto diplomático terminó en enero de 2021 con la firma de la declaración de AlUla.
En 2011, Catar apoyó las revoluciones de la Primavera Árabe. En Siria, Egipto, Libia y Túnez, apoyó principalmente a los movimientos vinculados a los Hermanos Musulmanes. Este apoyo, sin embargo, provocó fuertes tensiones con Arabia Saudita y Emiratos Árabes Unidos, que son muy hostiles a estos movimientos. Por otro lado, Catar apoya la represión de las revueltas populares en Baréin. Esta aparente contradicción se explica por la lectura confesional que subyace en la geopolítica de Catar. Catar apoya las revoluciones de musulmanes suníes y la represión de los revueltas de musulmanes chiíes.

En Siria, Catar, que anteriormente había mantenido relaciones cordiales con la dictadura en Siria, sólo pasó a respaldar a la oposición después de varias semanas. Como en otros países, apoya abiertamente a los Hermanos Musulmanes. Financió a muchos grupos rebeldes, así como a la Coalición Nacional de Fuerzas Opositoras y Revolucionarias (NCOR). Sin embargo, los Cataríes fueron retirados de la CNFOR en 2013, tras la elección de Ahmad Jarba, apoyado por los saudíes. En septiembre de 2014, Catar se unió a la coalición internacional contra el Estado Islámico.

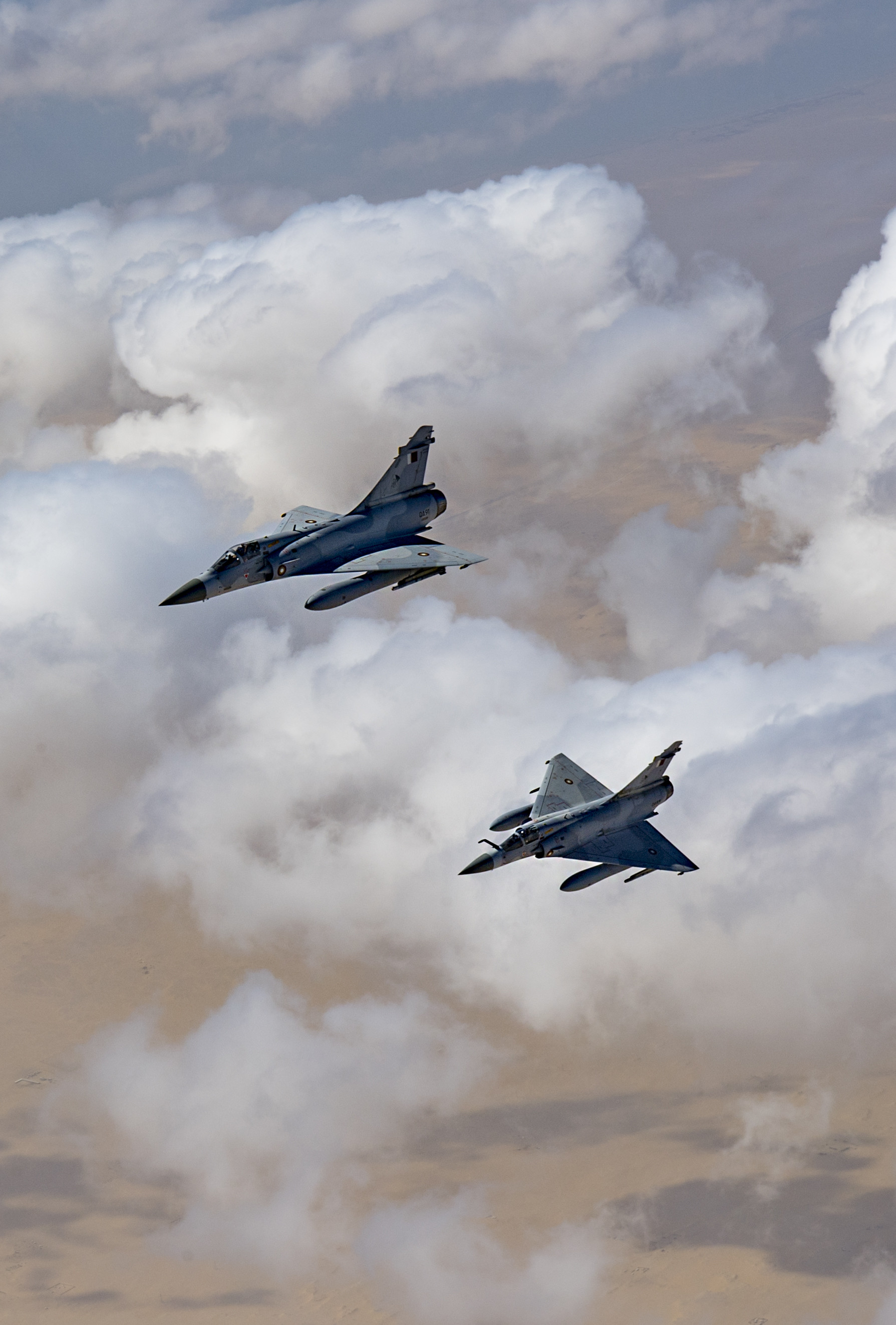
2 aviones Mirage 2000 de Catar en 2019

### Defensa
Las Fuerzas Armadas de Catar son las fuerzas militares del país. El país mantiene una modesta fuerza militar de aproximadamente 11.800 hombres, incluyendo un ejército (8.500), una marina (1.800) y una fuerza aérea (1.500). Los gastos de defensa de Catar representaron aproximadamente el 4,2% del producto nacional bruto en 1993, y el 1,5% del producto interior bruto en 2010, el año más reciente disponible en la base de datos estadísticos del SIPRI Catar ha firmado recientemente pactos de defensa con Estados Unidos y el Reino Unido, así como con Francia a principios de 1994. Catar desempeña un papel activo en los esfuerzos de defensa colectiva del Consejo de Cooperación del Golfo; los otros cinco miembros son Arabia Saudita, Kuwait, Baréin, los Emiratos Árabes y Omán. La presencia de la gran base aérea de Al Udeid, gestionada por Estados Unidos y varias otras naciones de la ONU, proporciona una fuente garantizada de defensa y seguridad nacional. En 2008, Catar destinó 2.300 millones de dólares a gastos militares, el 2,3% del producto interior bruto. Las fuerzas especiales cataríes han sido entrenadas por Francia y otros países occidentales, y se cree que poseen una habilidad considerable. También ayudaron a los rebeldes libios durante la batalla de Trípoli de 2011.
El Instituto Internacional de Estocolmo para la Investigación de la Paz (SIPRI, por sus siglas en inglés) informó que en 2010-14 Catar fue el 46.º mayor importador de armas del mundo. El SIPRI escribe que los planes de Catar para transformar y ampliar significativamente sus fuerzas armadas se han acelerado. A los pedidos realizados en 2013 de 62 tanques y 24 cañones autopropulsados a Alemania le siguieron en 2014 otros contratos, entre ellos 24 helicópteros de combate y 3 aviones de alerta y control tempranos a Estados Unidos, y 2 aviones cisterna a España. En 2015, Catar fue el 16.º mayor importador de armas del mundo, y en 2016, el 11.º, según el SIPRI.
El ejército catarí participó en la intervención liderada por Arabia Saudita en Yemen contra los chiíes hutíes. En 2015, Al Jazeera America informó: "Numerosos informes sugieren que la coalición liderada por Arabia Saudita contra los grupos de la oposición en Yemen ha atacado indiscriminadamente a civiles y ha utilizado bombas de racimo en zonas pobladas por civiles, violando el derecho internacional." Muchos civiles han muerto y gran parte de las infraestructuras de esta región están destruidas. Los hospitales también han sido bombardeados por los saudíes y los que operan con ellos. Catar fue suspendido de la coalición en Yemen debido a la crisis diplomática Catarí de 2017.

## Organización territorial

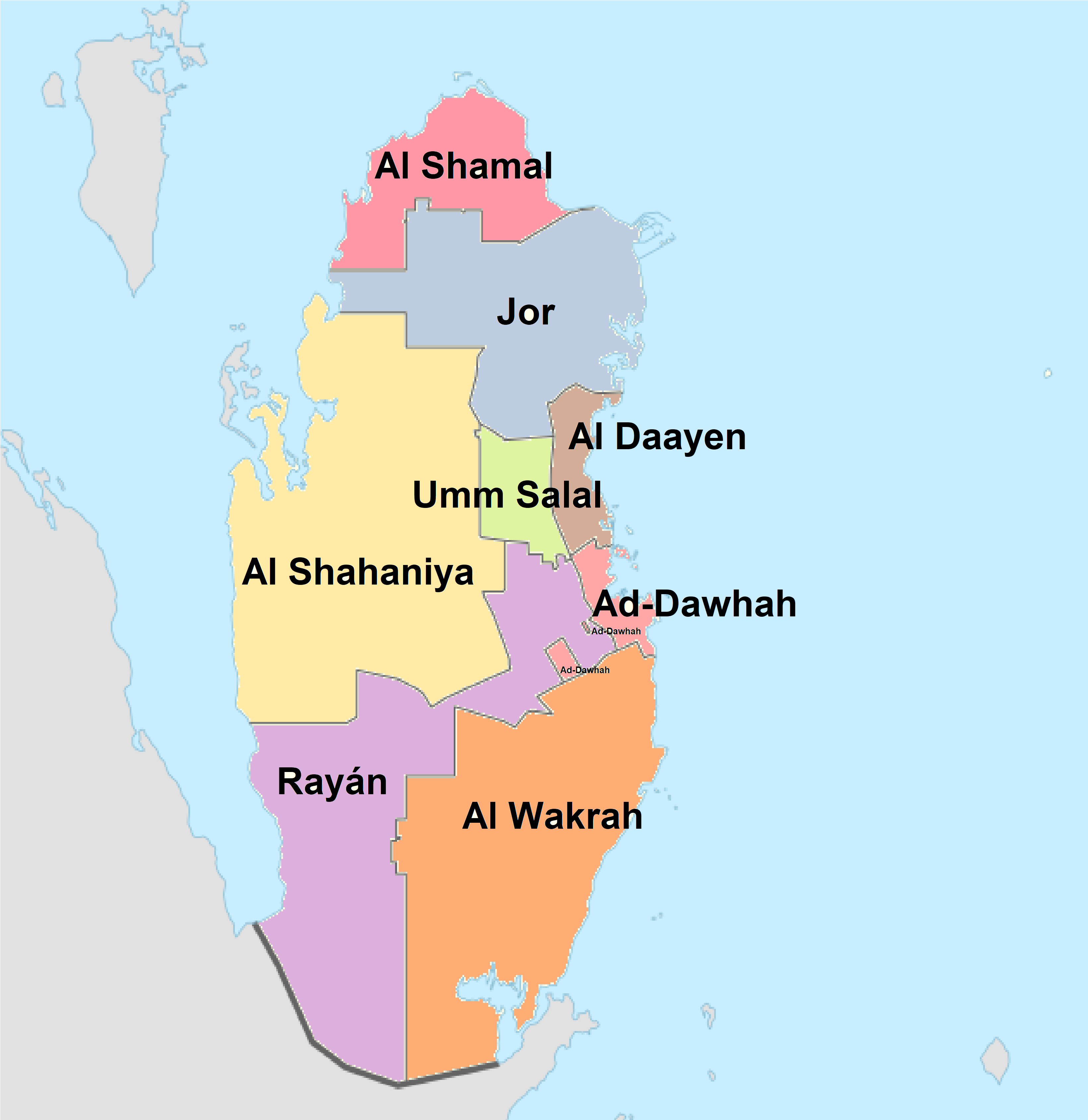
Los municipios de Catar

El estado de Catar está organizado territorialmente en ocho municipios (baladiyah). La última vez que se realizó un cambio significativo fue en 2004 cuando los diez municipios en ese momento existentes fueron reducidos a siete en un primer momento, en 2015 se creó un nuevo municipio por lo cual el número de municipios ascendió a ocho.
| - Al Wakrah - Al Shamal - Al Daayen - Al Shahaniya - Ad-Dawhah |  | - Jor |  | - Rayán |  | - Umm Salal |

## Geografía

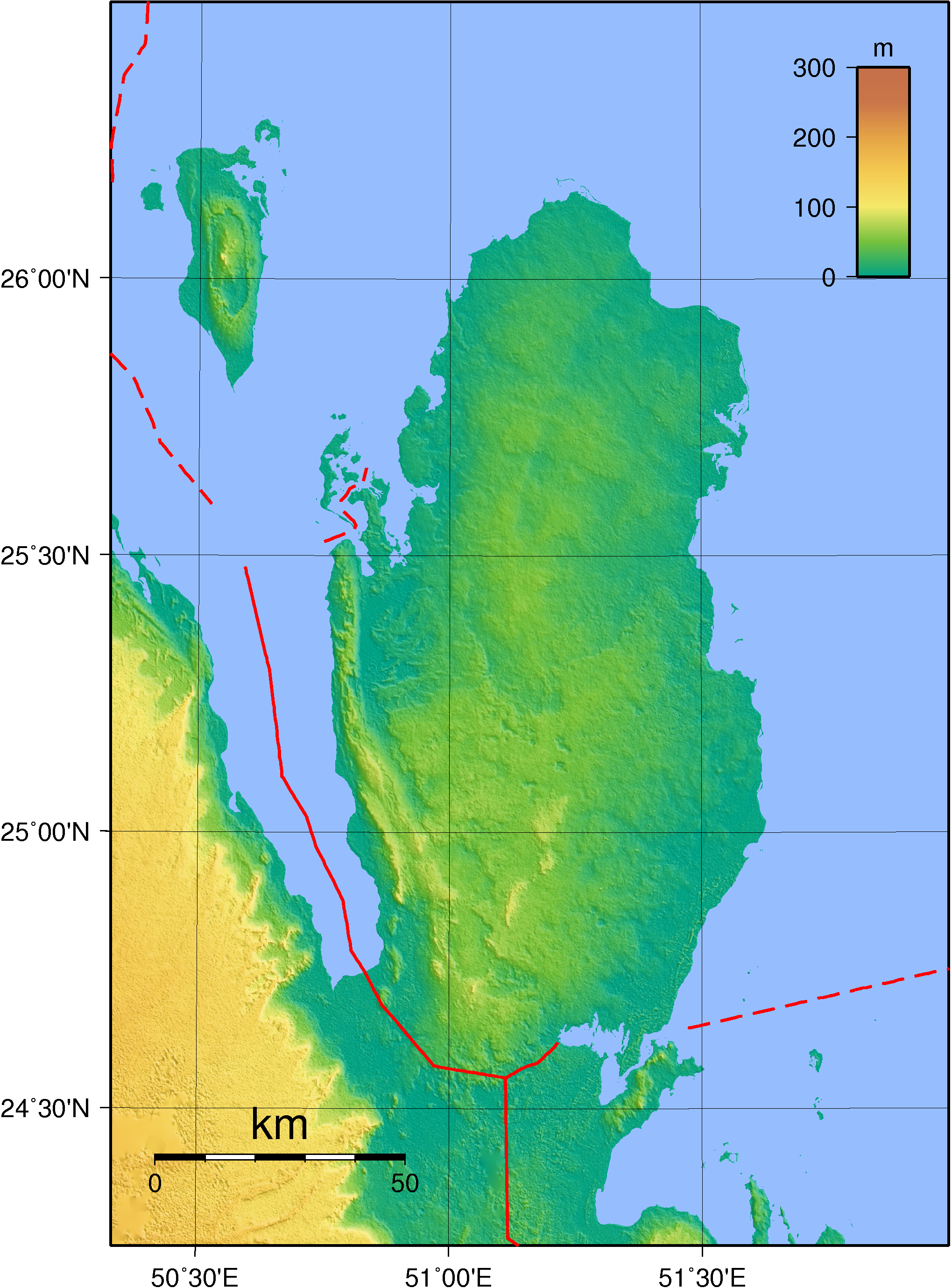
Mapa topográfico de Catar

Catar ocupa una estrecha península que se adentra 150 km en el golfo Pérsico desde Arabia Saudita, además de algunas islas cercanas a la costa. Gran parte del país es una planicie baja y estéril, cubierta de arena. Al sureste está el Khor al Adaid (o 'mar interior'), un área de dunas movedizas de arena que rodean una bahía del golfo.
El punto más alto de Catar se encuentra en el Jebel Dukhan al oeste, una serie de bajos afloramientos de piedra caliza que corre de sur a norte desde Zikrit a través de Umm Bab hasta la frontera austral, y que alcanza alrededor de 90 metros sobre el nivel del mar. En esta zona también se hallan los principales depósitos interiores de petróleo de Catar, mientras que los yacimientos de gas natural están en el mar, al noroeste de la península.
El territorio ocupa 11 627 km², una superficie similar a la de la isla de Jamaica.

### Ecología
Dentro del bioma de desierto que cubre todo el territorio de Catar, la World Wide Fund for Nature (WWF) distingue dos ecorregiones: el desierto y semidesierto del golfo Pérsico, en la costa, y el desierto y monte xerófilo de Arabia y el Sinaí, en el interior y en el espacio de hidrogenación.
Las estadísticas del Banco Mundial sitúan a Catar como el país con más emisiones de CO2 per cápita del mundo, con diferencia. En 2011, cada residente catarí producía una media de 31 toneladas de dióxido de carbono (CO2) al año (en comparación, Estados Unidos tenía una media de 17,7 toneladas, China una media de 7,2 toneladas y Alemania una media de 7,9 toneladas de CO2 per cápita al año; las emisiones totales de Catar eran aproximadamente equivalentes a las de Berlín y Hamburgo juntas, con aproximadamente la mitad de habitantes). El emirato de Catar posee ricos depósitos de gas natural y petróleo, cuya quema es en parte responsable del calentamiento global. La Conferencia de la ONU sobre el Cambio Climático de 2012 se celebró en Doha. La Conferencia de la ONU sobre el Cambio Climático de 2012 en el país con las mayores emisiones de CO2 per cápita del mundo ilustra de forma evidente el renovado fracaso de la política mundial de protección del clima, según el "Informe sobre la brecha de emisiones 2012" del Programa de las Naciones Unidas para el Medio Ambiente (PNUMA).

### Topografía
Marismas y franjas de desierto separan a Catar del resto de la península arábiga. Las salinas, llamadas sabchas, a nivel del mar son reliquias de la época en que Catar era todavía una isla. Sólo un ligero levantamiento del terreno creó la conexión con el continente árabe. A partir de estas marismas, se eleva hacia el norte la zona de colinas suavemente onduladas, característica de todo Catar. El punto más alto de Catar es el monte Qurain Abu l-Baul, con 103 m, en el sur del país.
El terreno, predominantemente llano, se caracteriza por un desierto de pedregales y grava. Las dunas de arena sólo se dan de forma esporádica, sobre todo en la costa del extremo sureste. La costa está dividida por varias bahías alargadas. Hay numerosos arrecifes de coral en la costa, especialmente en la parte oriental. Las aguas subterráneas tienen un alto contenido en sal; el agua potable se produce en plantas desalinizadoras de agua de mar. En el sureste se encuentra la laguna marina de Chaur al-Udaid.

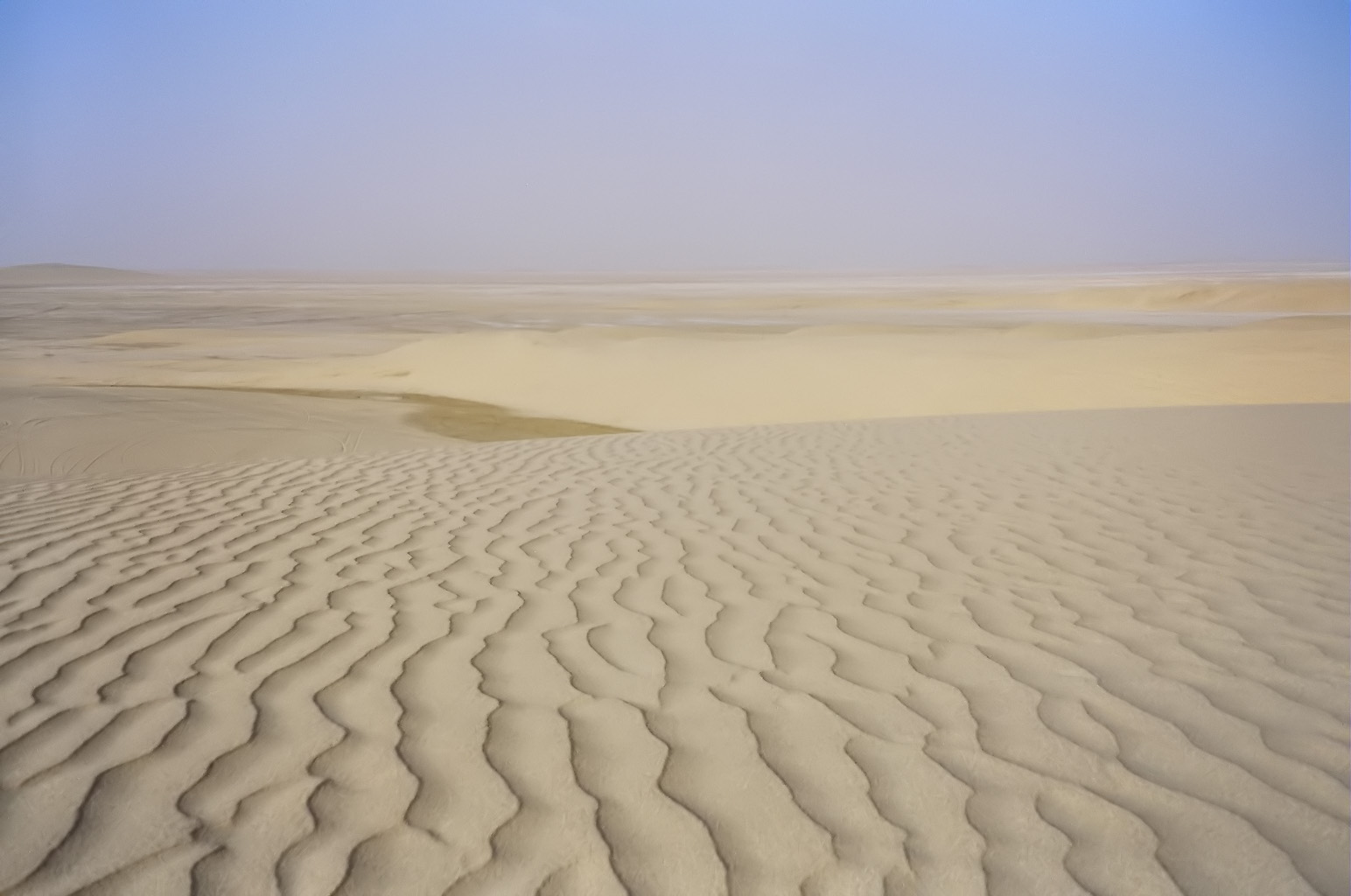
El Desierto en Catar

### Clima
Con una baja precipitación anual de menos de 100 mm, Catar es uno de los paisajes más secos del planeta. Debido a su proximidad al Golfo Pérsico, el clima es húmedo, subtropical y caluroso durante todo el año. La humedad oscila entre el 40% y el 70%, según el mes. En verano, no son infrecuentes las temperaturas de 45 °C, mientras que en invierno bajan a una media de 17 °C. Sin embargo, las temperaturas inferiores a 10 °C han sido más frecuentes, especialmente en los últimos inviernos. A menudo sopla el viento seco y polvoriento del noroeste.
El largo verano (de junio a septiembre) se caracteriza por el intenso calor y la alternancia de sequedad y humedad, con temperaturas que superan los 40 °C. Las temperaturas son moderadas de noviembre a marzo, oscilando entre los 39 °C de abril y los 7 °C de enero.
En cuanto a las catástrofes naturales, como erupciones volcánicas, huracanes, terremotos, sequías y subida del nivel del mar, Catar está considerado uno de los países más seguros del mundo. En el Informe de Riesgos Mundiales de 2021, era el país con menor riesgo de catástrofes entre los 181 países evaluados.

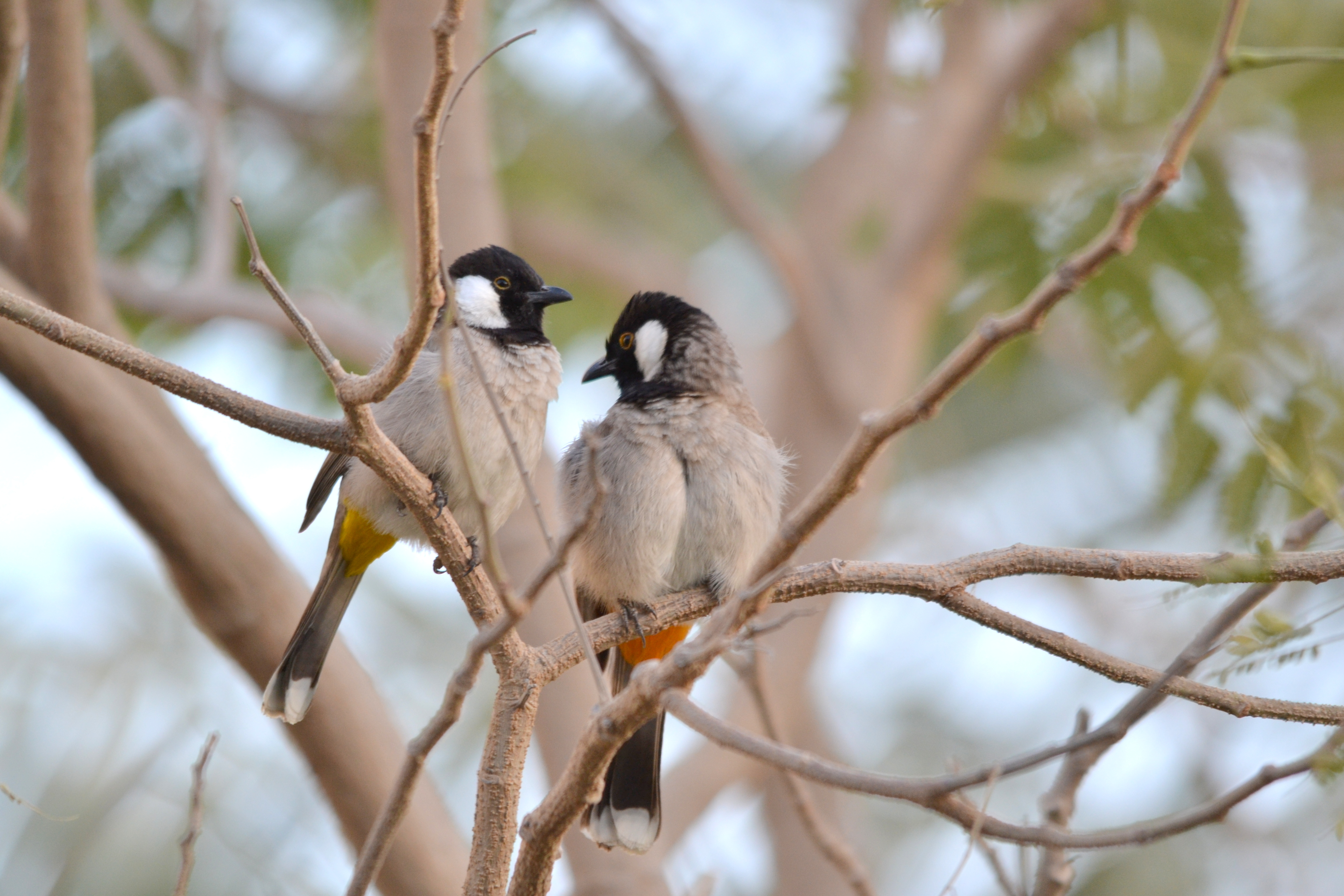
2 ejemplares de Bulbul orejiblanco (Pycnonotus leucotis) en Doha, Catar

La escasez de lluvias y las limitadas aguas subterráneas, la mayoría de las cuales tienen un contenido mineral tan alto que no son aptas para el consumo o el riego, restringieron la población y el grado de desarrollo agrícola e industrial que el país podía soportar hasta que se iniciaron los proyectos de desalinización. Aunque el agua sigue proviniendo de fuentes subterráneas, la mayor parte se obtiene mediante la desalinización del agua de mar.
| Parámetros climáticos promedio de Catar                                          | Parámetros climáticos promedio de Catar | Parámetros climáticos promedio de Catar | Parámetros climáticos promedio de Catar | Parámetros climáticos promedio de Catar | Parámetros climáticos promedio de Catar | Parámetros climáticos promedio de Catar | Parámetros climáticos promedio de Catar | Parámetros climáticos promedio de Catar | Parámetros climáticos promedio de Catar | Parámetros climáticos promedio de Catar | Parámetros climáticos promedio de Catar | Parámetros climáticos promedio de Catar | Parámetros climáticos promedio de Catar |
| Mes                                                                              | Ene.                                    | Feb.                                    | Mar.                                    | Abr.                                    | May.                                    | Jun.                                    | Jul.                                    | Ago.                                    | Sep.                                    | Oct.                                    | Nov.                                    | Dic.                                    | Anual                                   |
| -------------------------------------------------------------------------------- | --------------------------------------- | --------------------------------------- | --------------------------------------- | --------------------------------------- | --------------------------------------- | --------------------------------------- | --------------------------------------- | --------------------------------------- | --------------------------------------- | --------------------------------------- | --------------------------------------- | --------------------------------------- | --------------------------------------- |
| Temp. máx. media (°C)                                                            | 22                                      | 23                                      | 27                                      | 33                                      | 39                                      | 42                                      | 42                                      | 42                                      | 39                                      | 35                                      | 30                                      | 25                                      | 33.3                                    |
| Temp. mín. media (°C)                                                            | 14                                      | 15                                      | 17                                      | 21                                      | 27                                      | 29                                      | 31                                      | 31                                      | 29                                      | 25                                      | 21                                      | 16                                      | 23                                      |
| Precipitación total (mm)                                                         | 12.7                                    | 17.8                                    | 15.2                                    | 7.6                                     | 2.5                                     | 0                                       | 0                                       | 0                                       | 0                                       | 0                                       | 2.5                                     | 12.7                                    | 71                                      |
| Fuente: http://us.worldweatheronline.com/doha-weather-averages/ad-dawhah/qa.aspx |                                         |                                         |                                         |                                         |                                         |                                         |                                         |                                         |                                         |                                         |                                         |                                         |                                         |

### Fauna

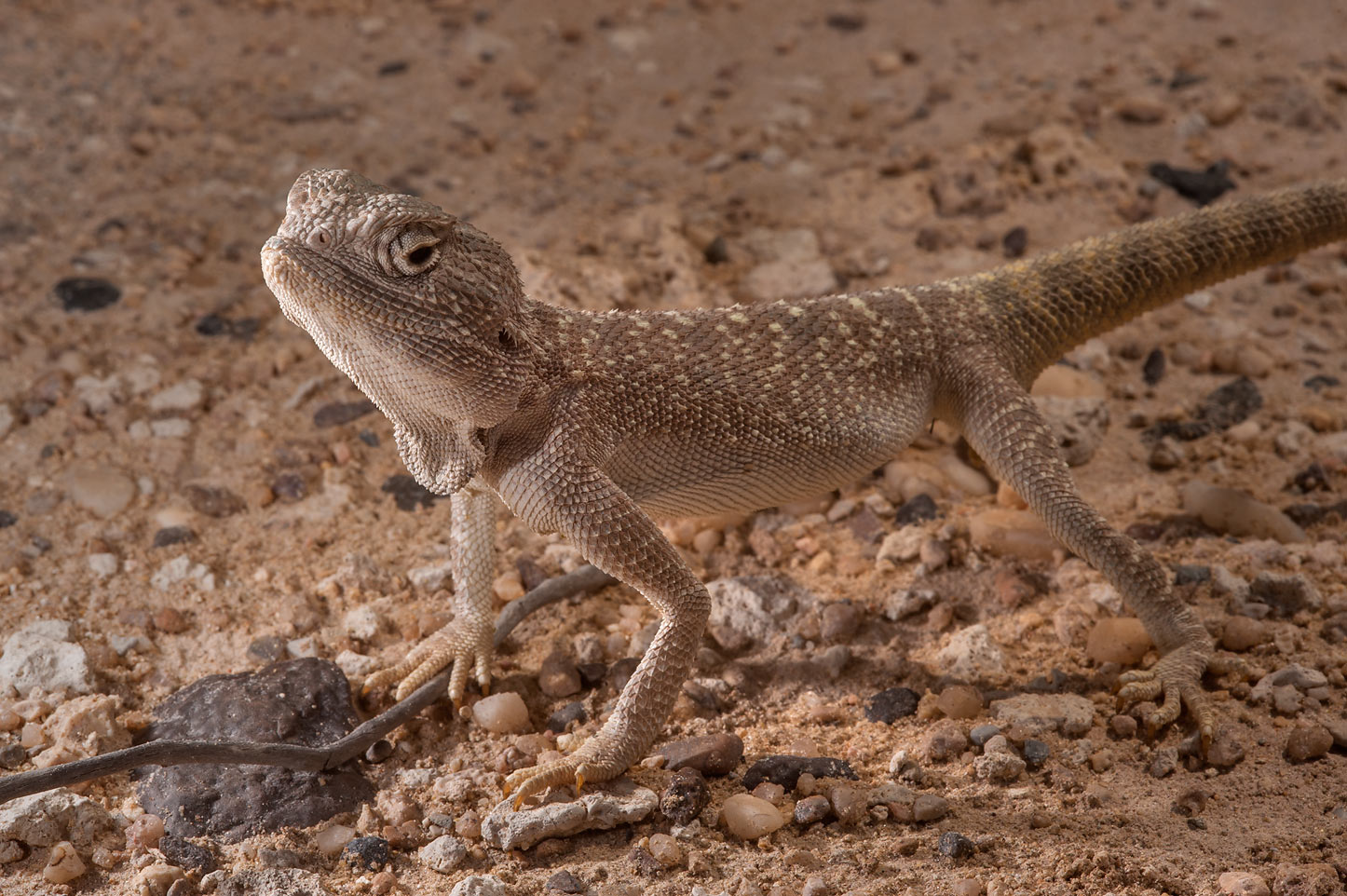
Reptil escamoso Trapelus flavimaculatus en Catar

Catar es una península situada en la costa noreste de la península arábiga, que limita con Arabia Saudíta al sur y está rodeada por el Golfo Pérsico. Un estrecho separa a Catar del reino insular de Baréin.
La Reserva de Fauna de Al Wabra se creó para dar cobijo a varias especies y es también un lugar para programas de cría. Entre las especies de la reserva se encuentran: El Guacamayo de Spix, antílope beira, tamarino león de cabeza dorada, el dibatag, Encephalartos, guepardo sudanés y la avestruz norteafricana.
Los animales de Catar incluyen chacales asiáticos, liebres del Cabo, caracales, erizos del desierto, zorros rojos, gatos de arena, hienas rayadas, gacelas de arena árabes y jerbos de Wagner. Entre las especies introducidas se encuentra el dromedario; el oryx árabe ha sido reintroducido. El hábitat incluye el desierto árido y semiárido, las dunas de arena, las playas y los manglares.

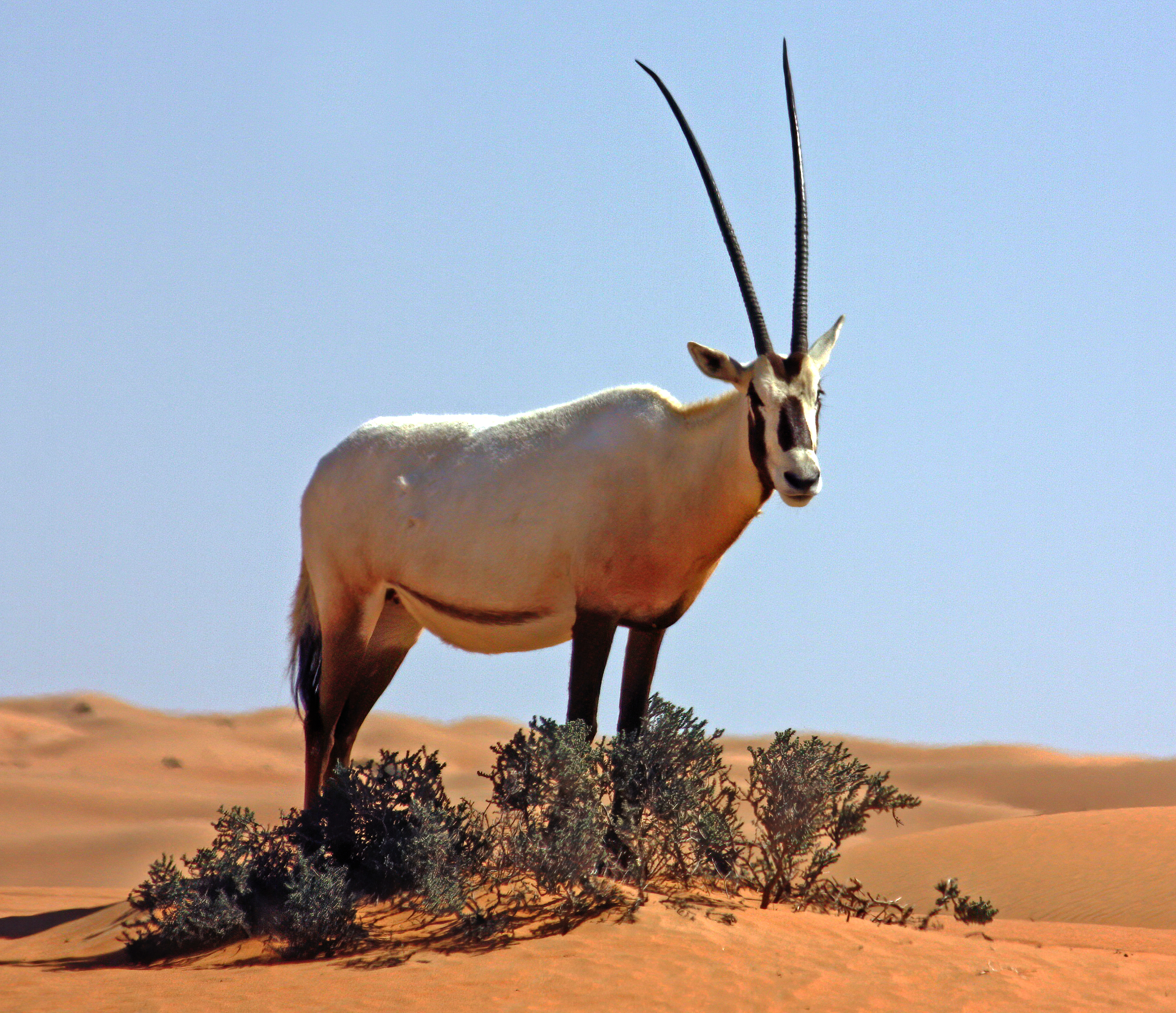
Oryx leucoryx, el animal nacional de Catar

Más de 80 tahúres habitan el paisaje montañoso de la isla de Halul, que se ha expandido a partir de un grupo de seis individuos transportados por primera vez a la isla en 1963.
Los hábitats marinos incluyen arrecifes de coral, marismas de marea, manglares y lechos de algas marinas. Entre las especies marinas se encuentran los moluscos, así como más de 500 especies de peces, siendo los más comunes los pargos negros, las doradas y los peces ángel. Otras especies son carángidos, emperadores, pargos y labios dulces, así como barracudas, peces cabra, meros, peces lagarto, peces conejo, tiburones, rayas y aletas de hilo. También hay delfines blancos chinos, delfines grises y marsopas negras sin aletas.
Se sabe que los dugongos se concentran en las costas del país. Durante un estudio realizado en 1986 y 1999 en el Golfo Pérsico, se avistó el mayor grupo de la historia, con más de 600 individuos al oeste de Catar.

### Flora

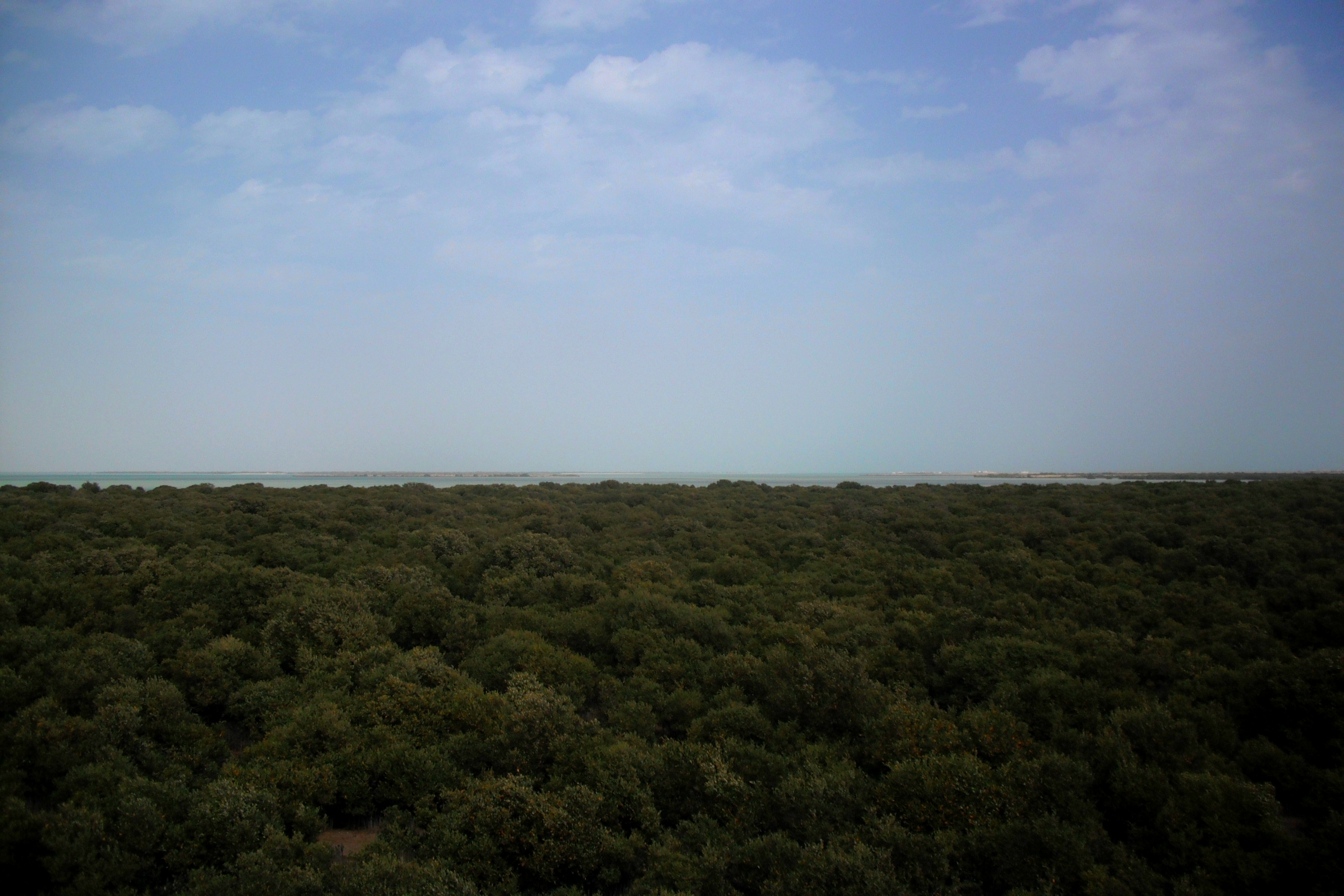
Manglares en Al Dhakira, Municipio de Jor, Catar

La flora de Catar incluye más de 300 especies de plantas silvestres. Catar ocupa una pequeña península desértica de unos 80 km de este a oeste y 160 km de norte a sur. El clima es cálido y húmedo con lluvias esporádicas. La mayor parte del país es llano, con una media anual de precipitaciones inferior a 3 pulgadas. La Arnebia hispidissim de color amarillo florece anualmente en suelos arenosos. La Glossonema edule tiene frutos comestibles con flores de color amarillo pardo.
La vegetación es muy escasa en el paisaje de la hamada debido al suelo muy erosionado. Una especie nativa de árbol, Vachellia tortilis (conocida localmente como samr). Está bien adaptada al entorno desértico y es una de las formas de vegetación más comunes en el país. Tetraena qatarensis y Lycium shawii también crecen en este paisaje.
Las depresiones poco profundas denominadas rawdat constituyen una selección de plantas más variada, ya que es más probable que se acumule el agua de lluvia. El Ziziphus nummularia se encuentra en suelos más profundos, mientras que la hierba Cymbopogon parkeri se encuentra en suelos menos profundos. En el sur de la península, donde las aguas subterráneas son escasas, Panicum turgidum y V. tortilis crecen en los suelos arrastrados por el viento. La distribución vegetal en el sur se concentra sobre todo en las rawdas y en las ramblas alimentadas por la escorrentía de las colinas cercanas.

### Áreas protegidas

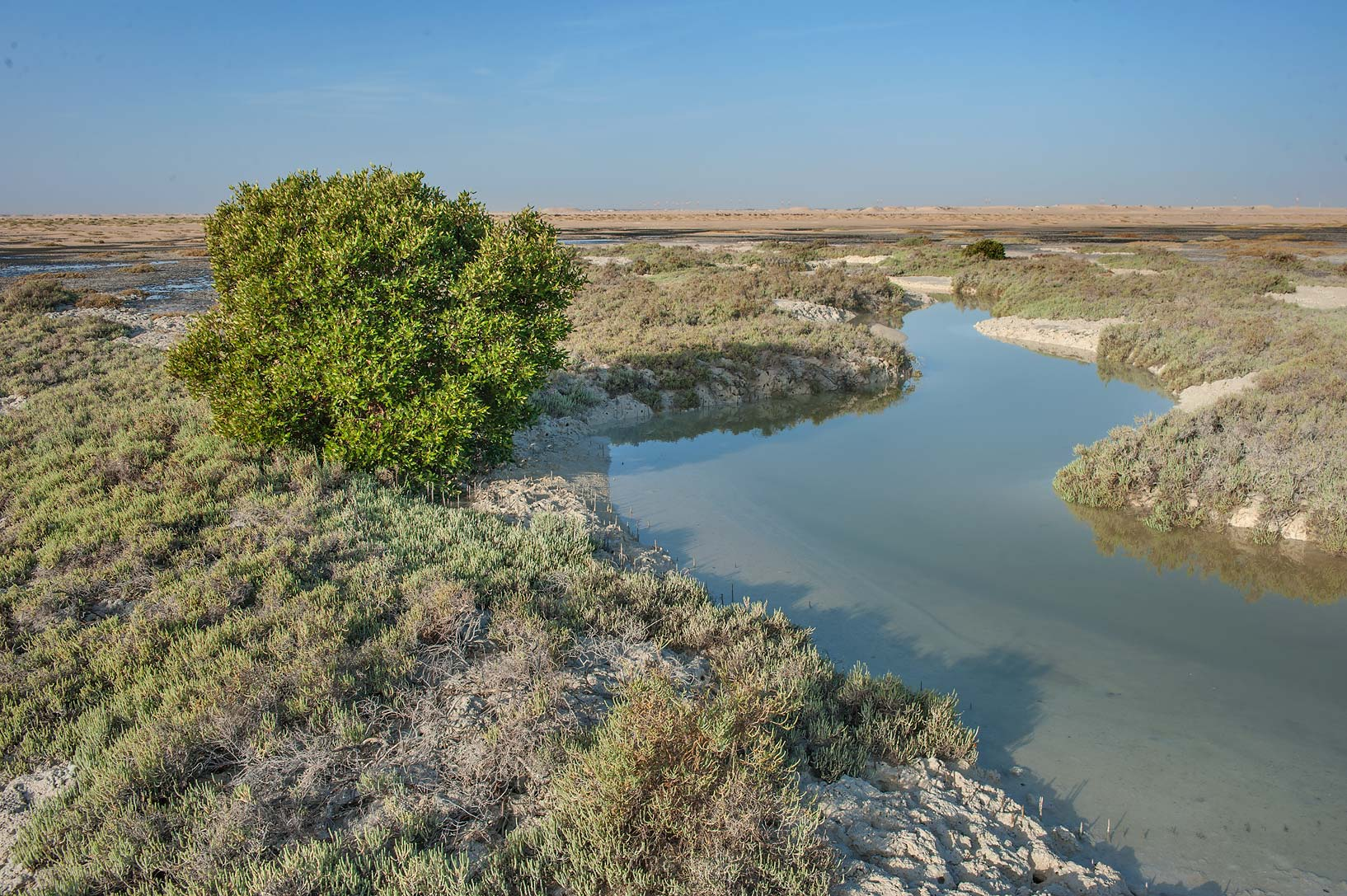
Río de mareas en una marisma cerca de Al Dhakira, Catar

Las áreas protegidas de Catar incluyen:
- La Reserva de la Biosfera de Al Reem (designada en 2007) forma parte de la Red Mundial de Reservas de la Biosfera de los Estados árabes.
- Parque de Al Shahaniyah en Al-Shahaniya.
- La reserva natural de Al Thakira, en Al Thakhira.[104]
- Zona de conservación de la vida silvestre de Al Wabra.
- Parque Dahl Al Hammam, un sumidero en Doha (la entrada al sumidero está ahora cerrada al público).
- Reserva natural de Khor Al Adaid, en Khor Al Adaid.[104]
- Santuario de peces de Khor Al Udaid.
- Cueva de Mudhlem, en Mukaynis.
- Fosa de Musfer en Salwa.
- Reserva Natural de Ras Abrouq (también conocida como Bir Zekreet, o playa de Zekreet), en Ras Abrouq.[104]
- Parque de conservación de la gacela de Ras Ushairij.
- Parque nacional de Umm Tais.[104]

## Demografía
Hasta marzo de 2024, Catar registró una población de 3,11 millones de personas. Su población se conformó de 907 mil mujeres y 2,2 millones de hombres. Además, el grupo de edad de 35-39 años, representó el mayor porcentaje de la población. 
| Año           | Población     |
| ------------- | ------------- |
| 1908 est.     | 26 000-27 000 |
| 1939 est.     | 28 000        |
| cerca de 1960 | 70 000        |
| 1986          | 369 079       |
| 1997          | 522 023       |
| 2000          | 744 483       |
| 2001          | 769 152       |
| 2002          | 793 341       |
| 2003          | 817 052       |
| 2004          | 840 290       |
| 2005          | 863 051       |
| 2006          | 885 359       |
| 2007          | 907 229       |
| 2008          | 824 789       |
| 2009          | 1 409 000     |
| 2010          | 1 681 099     |
| 2011          | 1 686 027     |
| 2012          | 1 759 227     |
| 2013          | 1 903 447     |
| 2014          | 2 016 576     |
| 2015          | 2 224 583     |
| 2016          | 2 423 175     |
| 2017          | 2 576 181     |
| 2023          | 2 716 391     |

Casi todos los cataríes son musulmanes. Además de los árabes nativos, hay muchos extranjeros que trabajan en la industria petrolera del país. El árabe es el idioma oficial, pero el inglés es hablado también por una considerable parte de la población.
La población catarí solo conforma el 20 % de los habitantes del país. La mayoría son trabajadores extranjeros venidos de la India, Irán o países norteafricanos. Los inmigrantes occidentales gozan de un elevado nivel de vida pero no participan en la política del país. Los cataríes son partidarios de la interpretación wahabita del islam sunita. No obstante, las mujeres no están obligadas a llevar velo y tienen derecho a poseer permiso de conducir. Los inmigrantes cristianos gozan de libertad de culto pero no están autorizados a promover el cristianismo.
Desde que la explotación petrolera permitió a Catar enriquecerse, la mayor parte de la población, antes constituida por beduinos nómadas, se ha vuelto urbana. Cerca del 90 % de los cataríes residen en Doha, la capital, o en sus afueras. Esta migración ha provocado la despoblación de los pueblos del norte.
Los habitantes de Catar descienden de los naturales de la península arábiga. Muchos cataríes de diversas tribus emigraron a Catar en el siglo XVIII para escapar de las duras condiciones de las zonas vecinas de Nejd y al-Hasa. Algunos descienden de las tribus de Omaní. Catar tiene poco más de dos millones de habitantes. Los trabajadores extranjeros con estado temporal de residencia hacen crecer la población.
Por siglos, las fuentes principales de riqueza eran la pesca, el “cultivo” de perlas y el comercio. Contemporáneamente, los cataríes poseyeron casi la mitad de la flota pesquera del golfo Pérsico. Con la gran depresión (1929) el cultivo de perlas en Catar declinó drásticamente.
La educación es obligatoria y gratuita para todos los residentes de 6 a 16 años de edad. Catar tiene una cifra de alfabetización cada vez más alta.

### Religión

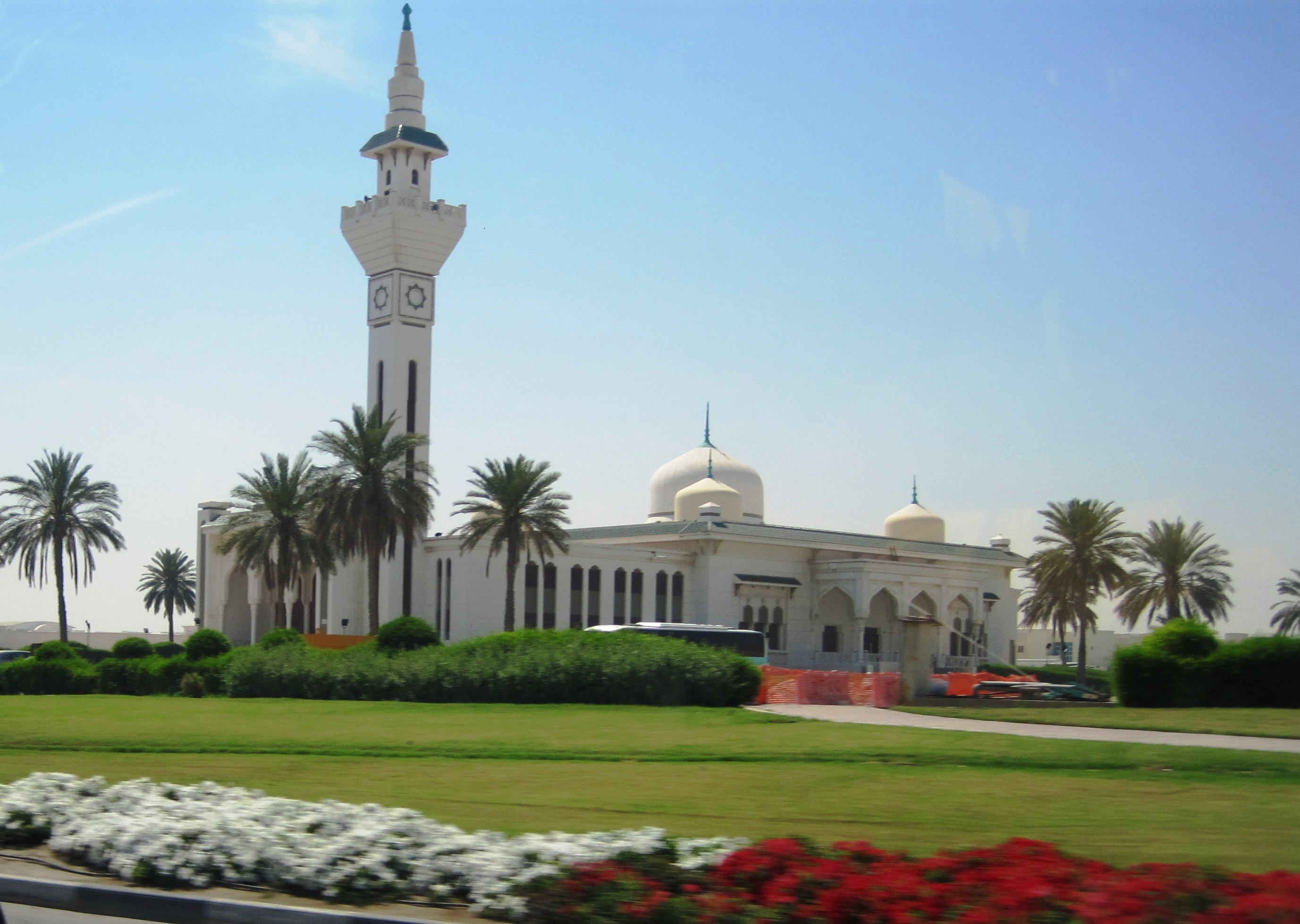
Mezquita en Catar

El islam es la religión predominante y es profesada por el 77,5% de la población de Catar. Los musulmanes suníes constituyen el 98% de la población musulmana. La mayoría de los no ciudadanos son musulmanes sunitas o chiitas, cristianos, hindúes, budistas, o bahaíes. La mayoría de los trabajadores extranjeros y sus familias viven cerca de los principales centros de empleo de Doha, Jor, Mesaieed y Dukhan. En el año 2020, se estimó que la población estaba compuesta por un 65.2% de musulmanes, un 13.7% de cristianos, un 15.9% de hindúes, un 3.8% de budistas.
La comunidad hindú es casi exclusivamente india, mientras que los budistas son del sur, sudeste y este de Asia. La mayoría de los bahaíes de la región provienen de Irán. La religión no es un criterio para la ciudadanía, de acuerdo con la Ley de Nacionalidad. Sin embargo, casi todos los ciudadanos de Catar son musulmanes sunitas o chiitas, a excepción de los cristianos, los bahaíes y sus respectivas familias a quienes se les concedió la ciudadanía catarí.
No hay grupos misioneros extranjeros que operen abiertamente en el país, pero en 2008 el gobierno permitió algunas iglesias para celebrar misa. En marzo de 2008, la catedral católica de Nuestra Señora del Rosario fue consagrada en Doha.
Por lo general no suele haber problemas de convivencia con las minorías religiosas.

### Sanidad
El nivel de atención sanitaria en Catar es, en general, elevado. Los ciudadanos cataríes están cubiertos por un plan de seguro médico nacional, mientras que los expatriados deben recibir un seguro médico de sus empleadores o, en el caso de los autónomos, adquirir un seguro. El gasto en sanidad de Catar es uno de los más altos de Oriente Medio, con 4.700 millones de dólares invertidos en sanidad en 2014. El principal proveedor de servicios sanitarios del país es la Hamad Medical Corporation, creada por el gobierno como proveedor de servicios sanitarios sin ánimo de lucro, que gestiona una red de hospitales, un servicio de ambulancias y un servicio de atención sanitaria a domicilio, todos ellos acreditados por la Comisión Conjunta.

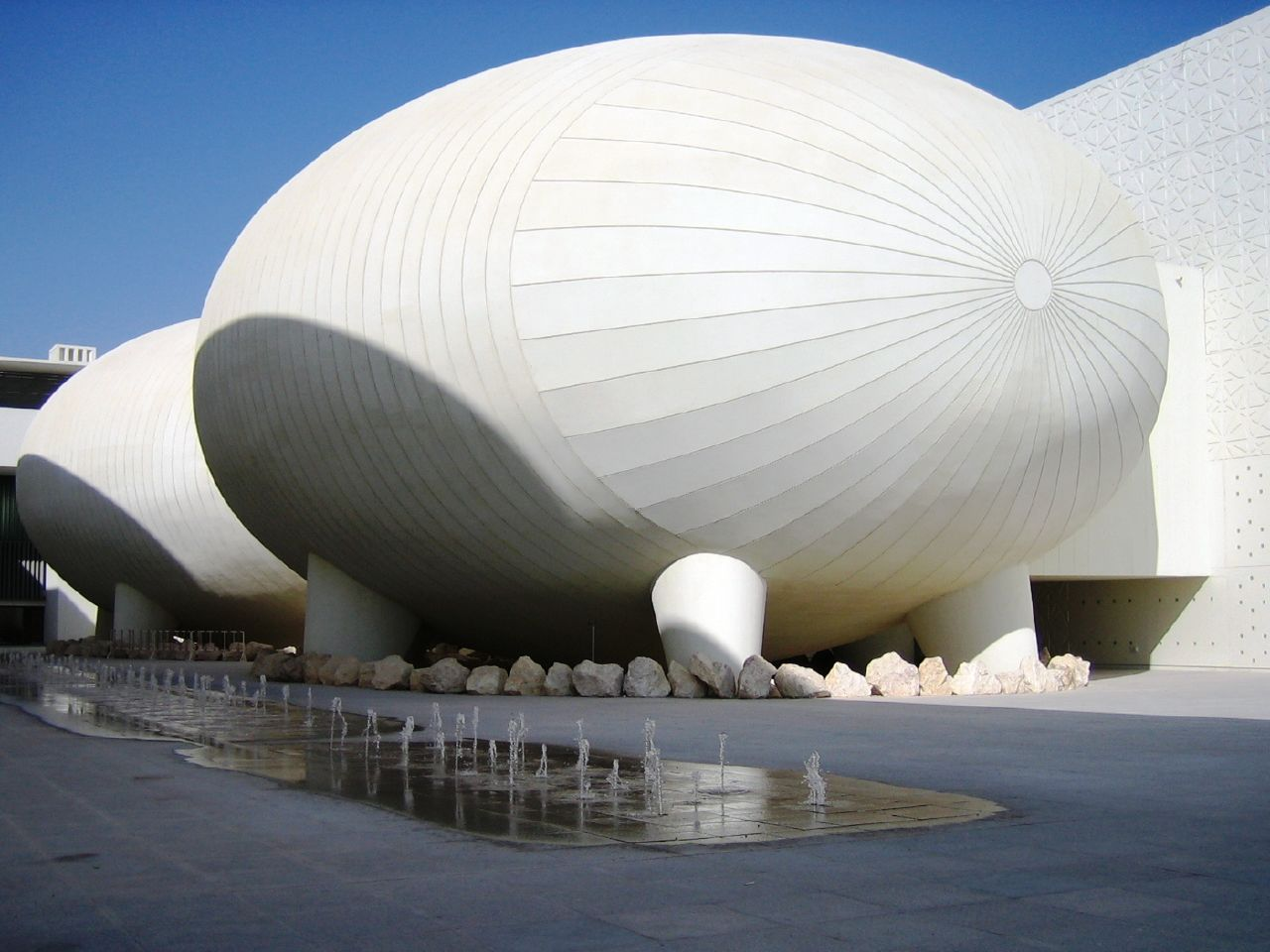
Colegio Médico Weill Cornell de Catar

En el año 2022, el gasto corriente en salud representó el 2.18% del Producto Interno Bruto (PIB); el más alto de Oriente Medio. En 2006, había 23,12 médicos y 61,81 enfermeras por cada 10.000 habitantes. La esperanza de vida al nacer era de 82,08 años en 2014, es decir, 83,27 años para los hombres y 77,95 años para las mujeres, lo que la convierte en la mayor esperanza de vida de Oriente Medio. Catar tiene una baja tasa de mortalidad infantil de 7 por cada 100.000.
En 2006, había un total de 25 camas por cada 10.000 personas, 27,6 médicos y 73,8 enfermeras por cada 10.000. En 2011, el número de camas disminuyó a 12 por cada 10.000 personas, mientras que el número de médicos aumentó a 28 por cada 10.000 personas. Aunque el país tiene una de las proporciones más bajas de camas de hospital de la región, la disponibilidad de médicos es la más alta del CCG. La última información verificada es que, en 2019, Catar contaba con 1.12 camas hospitalarias por cada 1.000 personas, la densidad de médicos en 2022 fue de 25.04 por cada 10 000 habitantes, lo que representó una disminución de 2.47 con respecto a 2016 y la densidad de personal de enfermería y partería en 2022 fue de 72.5 por cada 10 000 habitantes, lo que representa un incremento de 10.4 desde 2014.  

### Educación
Catar contrató a la Corporación RAND para reformar su sistema educativo K-12. A través de la Fundación Catar, el país ha construido la Ciudad de la Educación, un campus que alberga sucursales locales del Weill Cornell Medical College, la Escuela de Ciencias Informáticas Carnegie Mellon, la Escuela de Servicio Exterior de la Universidad de Georgetown, la Escuela de Periodismo Medill de Northwestern, la Escuela de Ingeniería de Texas A&M, la Escuela de Artes de la Universidad de Virginia y otras instituciones occidentales.

La tasa de analfabetismo en Catar era del 3,1% para los hombres y del 4,2% para las mujeres en 2012, la más baja del mundo de habla árabe, pero la 86.ª del mundo.  En Catar, en el año 2014, la tasa de alfabetización de mujeres adultas (de 15 años o más) fue del 98%, la misma tasa que la de los varones adultos (15 años o más), que también fue del 98%, esto debido a que los ciudadanos están obligados a asistir a la educación proporcionada por el gobierno desde el jardín de infancia hasta la escuela secundaria. La Universidad de Catar, fundada en 1973, es la institución de educación superior más antigua y más grande del país. 

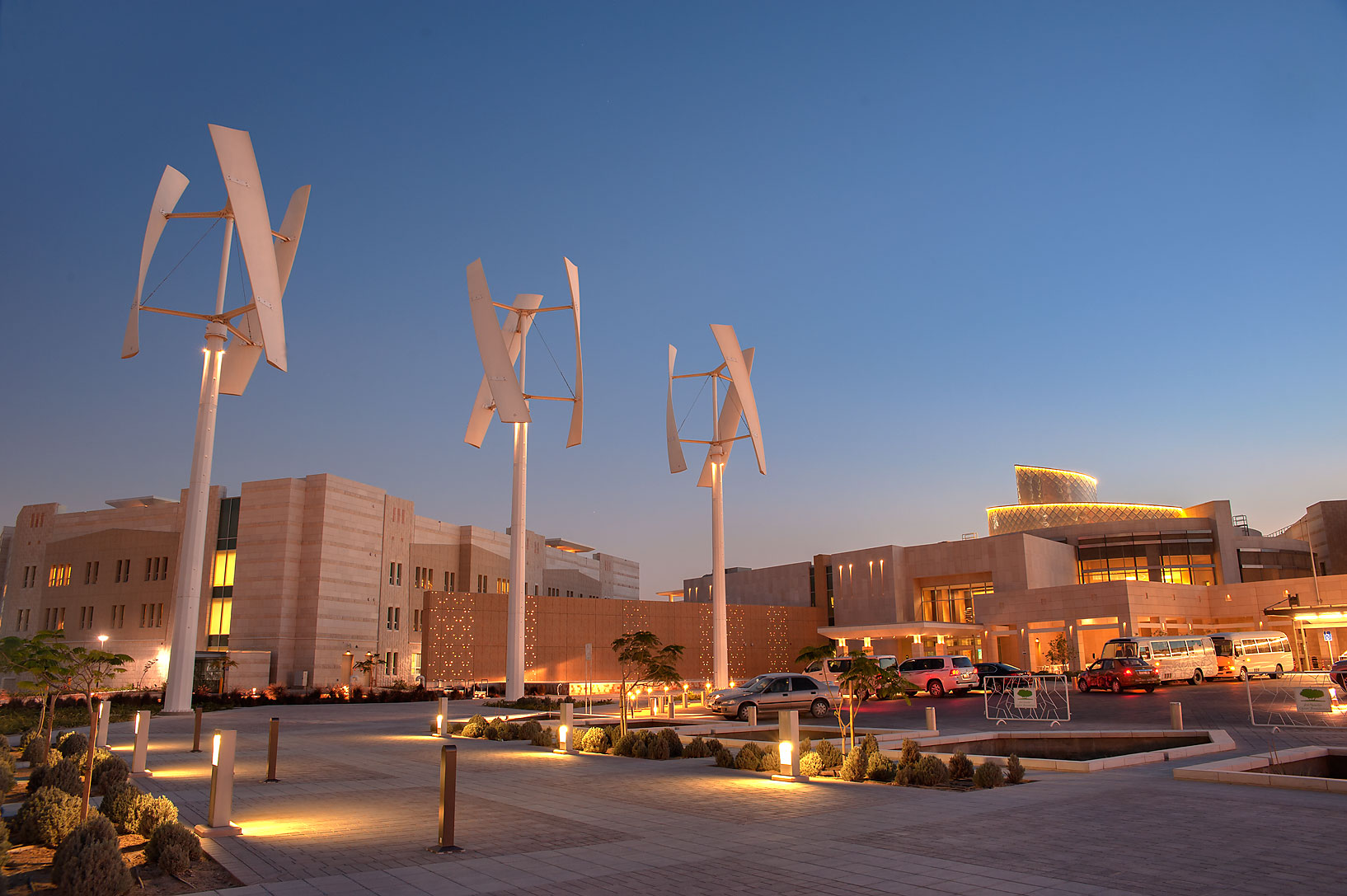
Entrada al Centro de Estudiantes en la Ciudad de la Educación, Al Rayyan, en Catar.

En noviembre de 2002, el emir Hamad bin Khalifa Al Thani creó el Consejo Supremo de Educación, que dirige y controla la educación para todas las edades, desde el nivel preescolar hasta el universitario, incluyendo la iniciativa "Educación para una nueva era", que se estableció para intentar situar a Catar como líder en la reforma educativa. Según la clasificación Webometrics de las universidades del mundo, las mejores universidades del país son la Universidad de Catar (1881.ª a nivel mundial), la Universidad Texas A&M de Catar (3905.ª) y el Colegio Médico Weill Cornell de Catar (6855.ª).
En 2009, Catar estableció el Parque Científico y Tecnológico de Catar en la Ciudad de la Educación para vincular esas universidades con la industria. La Ciudad de la Educación también alberga una escuela de bachillerato internacional totalmente acreditada, la Academia de Catar. Además, dos instituciones canadienses, el College of the North Atlantic (con sede en Terranova y Labrador) y la Universidad de Calgary, han inaugurado campus en Doha. Otras universidades con ánimo de lucro también han establecido campus en la ciudad.
En 2012, Catar ocupó el tercer lugar por la cola de los 65 países de la OCDE que participaron en la prueba PISA de matemáticas, lectura y habilidades para jóvenes de 15 y 16 años, comparable a Colombia o Albania, a pesar de tener la renta per cápita más alta del mundo para ese año. Catar ocupó el puesto 49 en el Índice Global de Innovación en 2024, frente al puesto 65 de 2019 y el 48 de 2021.
Como parte de su estrategia de desarrollo nacional, Catar ha trazado un plan estratégico de 10 años para mejorar el nivel de educación. El gobierno ha puesto en marcha programas de divulgación educativa, como Al-Bairaq. Al-Bairaq se puso en marcha en 2010 con el objetivo de ofrecer a los estudiantes de secundaria la oportunidad de experimentar un entorno de investigación en el Centro de Materiales Avanzados de la Universidad de Catar. El programa abarca los campos STEM y de los idiomas.
Lanzado en 2006 como parte de una iniciativa de la cuasigubernamental Fundación Catar, el Fondo Nacional de Investigación de Catar fue creado con la intención de asegurar fondos públicos para la investigación científica en el país. El fondo funciona como un medio para que Catar diversifique su economía, pasando de estar basada principalmente en el petróleo y el gas a una economía basada en el conocimiento.
El Parque Científico y Tecnológico de Catar (QSTP) fue creado por la Fundación Catar en marzo de 2009 como un intento de ayudar a la transición del país hacia una economía del conocimiento. Con un capital inicial de 800 millones de dólares y acogiendo inicialmente a 21 organizaciones, el QSTP se convirtió en la primera zona de libre comercio de Catar.

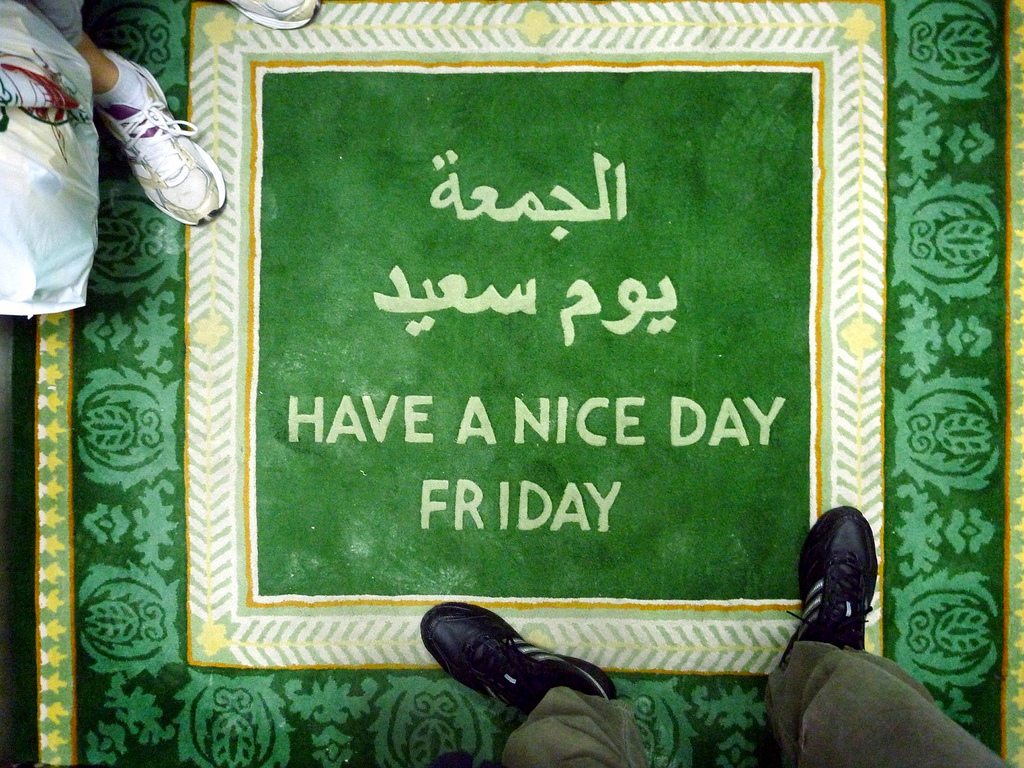
Una alfombra en Catar con un mensaje escrito en árabe y en inglés

### Idiomas
El árabe es la lengua oficial de Catar, siendo el árabe catarí el dialecto local. El lenguaje de signos catarí es la lengua de la comunidad de sordos. El inglés se utiliza habitualmente como segunda lengua, y es una lengua franca en alza, especialmente en el comercio, hasta el punto de que se están tomando medidas para intentar preservar el árabe de la llamada invasión del inglés. El inglés es especialmente útil para comunicarse con la gran comunidad de expatriados de Catar. En la comunidad médica, y en situaciones como la formación de enfermeras para trabajar en catar, el inglés actúa como lengua franca. Como reflejo de la composición multicultural del país, también se hablan muchas otras lenguas, como el persa, el baluchi, el brahui, el hindi, el malayalam, el urdu, el pashto, el kannada, el tamil, el telugu, el nepalí, el cingalés, el bengalí, el tagalo, el tulú y el indonesio.
En 2012, Catar se unió a la organización internacional francófona de la Francofonía (OIF) como nuevo miembro asociado, pero en diciembre de 2013, el diario francés Le Monde reveló que Catar, que tiene muy pocos francófonos nativos, aún no había pagado ninguna contribución a la OIF, mientras que el administrador saliente de la OIF se quejó en 2015 de que Catar no había cumplido ninguna de las promesas que hizo cuando se unió a la organización y nunca había pagado sus cuotas anuales.

## Economía

Una representación proporcional de las exportaciones de Catar, 2019

Antes del descubrimiento del petróleo, la economía de Catar se centraba en la pesca y la recolección de perlas. Debido a su precaria y débil economía, Catar se vio obligada a marcar con un punzón diferentes monedas extranjeras para permitir su circulación en toda la región durante el siglo XVIII y principios del XIX. Las monedas llevaban una marca circular que contenía una cabra y la inscripción en árabe del nombre del país. Se conocen piezas españolas, francesas, austriacas y rupias indias con esta extraña marca. No obstante, el descubrimiento de reservas de petróleo, en los años 1940, transformó completamente la economía de la nación. Ahora el país tiene un alto nivel de vida, con muchos servicios sociales para sus ciudadanos y todas las comodidades de cualquier nación moderna. En Catar, en el año 2023, el PIB per cápita ajustado por paridad de poder adquisitivo (PPA) alcanzó los 128,918.55 dólares a precios internacionales actuales.
En 2023, el Producto Interno Bruto (PIB) a precios actuales alcanzó los 213 mil millones de dólares, con un PIB per cápita de 80.195,9 dólares. El crecimiento del PIB en ese año fue de 1,2%. Para 2024, la tasa de desempleo se estima en 0,1%, mientras que la inflación de precios al consumidor alcanza un 1,3%. Además, en 2023 las remesas de trabajadores y compensación de empleados representaron el 0,7% del PIB. 
En el marco de la Visión Nacional Qatar 2030 y las iniciativas de la Tercera Estrategia Nacional de Desarrollo, Qatar ha impulsado significativamente su crecimiento económico a través de actividades no relacionadas con los hidrocarburos. Estas políticas establecen una hoja de ruta clara para diversificar la economía en colaboración con el sector privado y para reinvertir los ingresos del petróleo y el gas en la construcción de una economía sostenible. Durante el cuarto trimestre de 2024, las actividades no hidrocarburíferas más destacadas registraron un crecimiento notable. El sector de alojamiento y restauración presentó la mayor tasa de expansión, con un 14,7% de incremento, al pasar de 1.700 millones de QAR a 2.000 millones de QAR. Las actividades financieras crecieron un 11,1%, alcanzando los 14,8 mil millones de QAR desde los 13,3 mil millones de QAR, mientras que el comercio mayorista y minorista aumentó un 9,0%, de 13,5 mil millones de QAR a 14,7 mil millones de QAR. Las actividades inmobiliarias, por su parte, lograron un crecimiento del 6,3%, subiendo de 12,7 mil millones de QAR a 13,5 mil millones de QAR. Asimismo, la actividad de la construcción se recuperó tras el fin del auge constructor en 2023, creciendo un 9,6% gracias al inicio de nuevos proyectos, lo que evidencia el compromiso tanto del sector público como del privado para invertir en el mercado local y dinamizar la economía.

### Petróleo

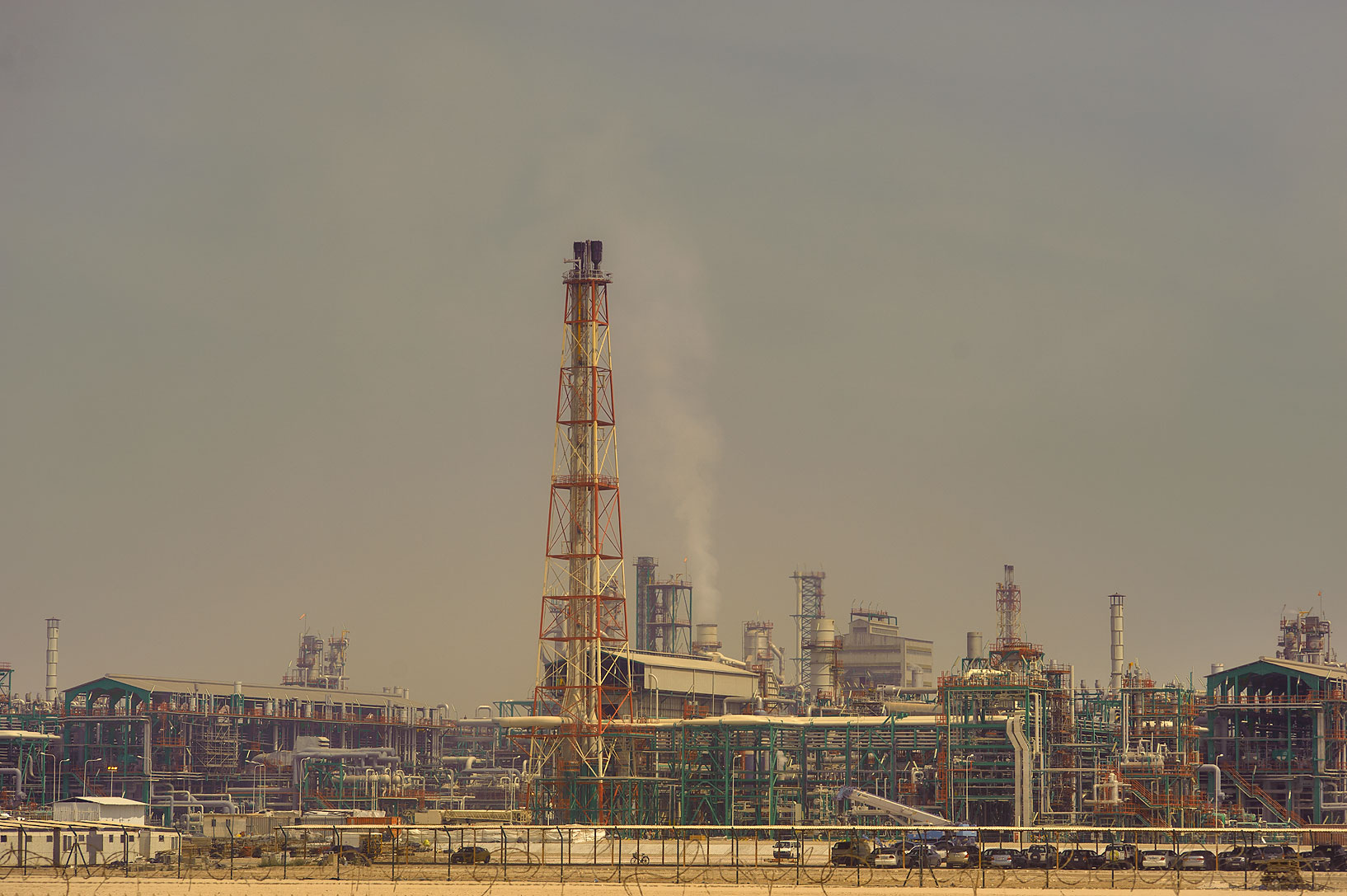
Planta petroquímica en el área industrial de Mesaieed.

El ingreso nacional de Catar deriva principalmente de las exportaciones de petróleo y gas natural. Las reservas de petróleo del país están estimadas en 15 millardos de barriles (2.4 km³), las cuales deberían durar al menos 37 años más. Las reservas estimadas de gas natural son casi 26 billones de metros cúbicos, aproximadamente el 14 % del total mundial y la tercera más grande del mundo. La riqueza y nivel de vida de los cataríes son comparables a las de naciones de Europa Occidental. Catar tiene el PIB per cápita más alto del Mundo.
Catar ha experimentado un rápido crecimiento económico durante los últimos años, debido principalmente al alto precio del petróleo y sus derivados. En el 2008 registró el octavo superávit presupuestario consecutivo. La política económica se centra en el desarrollo de actividades no asociadas a la explotación de las reservas de hidrocarburos, además de fomentar y aumentar la inversión privada y extranjera en sectores no energéticos. Pese a ello, el petróleo y el gas siguen siendo responsables de más del 50 % del PIB, aproximadamente el 85 % de los ingresos de exportación, y el 70 % de los ingresos del estado.
Catar ha contemplado la posibilidad de construir una conexión del tren Transrapid que se extienda por el golfo Pérsico.
Cuando se descubrió petróleo en Jabal Dhukan en 1938, a Catar se le presentó la oportunidad de una nueva fuente de ingresos para compensar las pérdidas causadas por el colapso del comercio de perlas. La producción comercial comenzó sólo un año después, pero debido a la Segunda Guerra Mundial, el petróleo catarí no salió del país hasta 1949. Posteriormente, se produjo un boom petrolero. En 1961, Catar entró en la OPEP. la nación se modernizó enormemente y, por así decirlo, se catapultó desde la Edad Media directamente a la era moderna, lo que vino acompañado de una agitación social. Los trabajadores invitados llegaron al país principalmente desde Pakistán, Sri Lanka, Nepal y Filipinas, sumando hasta la fecha unas 600.000 personas. La población creció enormemente como resultado, y ahora el número de extranjeros en el país supera con creces el número de locales. En 1972, el Estado se hizo cargo de las compañías petroleras. Así, Catar fue el primer pequeño país productor de petróleo del Golfo en disponer del cien por cien de sus propias reservas. El aumento de los precios del petróleo también hizo a Catar cada vez más rico y garantizó una renta per cápita muy elevada. Catar es uno de los países que se encuentran en la llamada elipse estratégica.

### Mano de obra

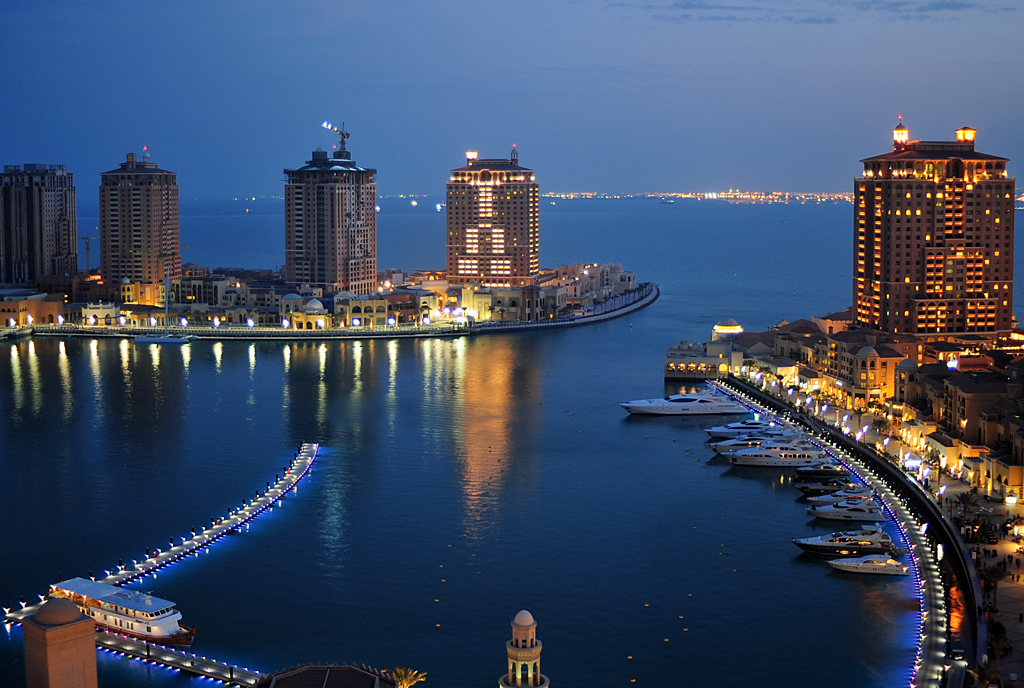
Vista de The Pearl en Catar

Hasta 2016, los trabajadores migrantes están sujetos a la «kafala». Esto puede ser similar a una sujeción en la que el empleado no tiene derechos, estando bajo la supervisión de un «padrino», generalmente su empleador. La cobertura mediática internacional de las duras condiciones de trabajo en las obras de construcción, especialmente en los estadios que se están construyendo para la Copa del Mundo de Fútbol de 2022, llevó al emirato a emprender algunas reformas. La «kafala» está oficialmente abolida y está prohibida la continuación del trabajo cuando la temperatura supere los cuarenta grados. Sin embargo, los sindicatos siguen estando prohibidos, el Ministerio de Trabajo tiene pocos inspectores para hacer cumplir la ley y las sanciones (una multa de 400 euros) no son muy disuasorias. Los empleados difícilmente pueden arriesgarse a llevar sus casos a los tribunales; un ama de llaves que denunciara un abuso, podría ser deportada fácilmente.
El abogado egipcio Adnan Fayçal señala que «Catar, al igual que sus vecinos, es más sensible a las leyes del mundo anglosajón. El Estado es un simple árbitro, un regulador de las relaciones dentro de la empresa. En ausencia de sindicatos, que están prohibidos, es un paraíso para los empresarios».

### Autoridad de Inversiones de Catar
Catar se esfuerza por invertir los ingresos del negocio del petróleo y el gas de forma diversificada en participaciones internacionales. Para ello, en 2005 se creó el fondo soberano Catar Investment Authority (QIA), con un capital social de varios cientos de miles de millones de dólares (en abril de 2017: 335.000 millones de dólares). El volumen del fondo supera ya, por tanto, la producción económica real de Catar.

Banco Central de Catar

A principios de junio de 2009, por ejemplo, se mantuvieron conversaciones que condujeron a una inversión de capital del fondo en Porsche AG. A principios de diciembre de 2010 se supo que la QIA buscaba una participación en Hochtief AG, lo que contrarrestaría la amenaza de adquisición por parte del grupo constructor español Grupo ACS. Estas inversiones son muy deseables porque estos fondos no suelen tener la intención de influir en la actividad operativa, sino que sólo buscan una inversión de capital a largo plazo. Un ejemplo de este tipo de inversiones de capital es la participación del cinco por ciento de QIA en el proveedor francés de servicios medioambientales Veolia Environnement, adquirida en abril de 2010.
Qatar Holding, que forma parte de la empresa, poseía el 10% de las acciones ordinarias de Porsche Automobil Holding desde mediados de 2009 hasta junio de 2013.
Los días 8 y 9 de junio de 2011, Catar acordó una asociación estratégica con Luxemburgo, la primera de las cuales se centró en los sectores de la aviación (Cargolux), los servicios por satélite (SES Astra) y la banca. Como parte de la aplicación de este acuerdo, Precision Capital S. A. compró una participación en Catar, cuyo consejo de administración incluye a miembros de la familia gobernante de Catar, compró la filial luxemburguesa de banca privada KBL European Private Bankers al grupo bancario belga KBC por 1.050 millones de euros. El mismo grupo financiero adquirió la filial luxemburguesa de Dexia, Dexia-BIL, que estaba valorada en 730 millones de euros en el momento de la transacción, y el Estado luxemburgués tomó una participación del 10% en el capital.
En 2016, QIA adquirió una participación en Rosneft. En septiembre de 2017, la participación seguía siendo del 4,7% después de que QIA, junto con Glencore, vendiera una participación del 14,2% a CEFC China Energy Company Ltd. La participación en Hapag-Lloyd es, según los informes, del 14,4% en agosto de 2017.
QIA tiene una participación del 5,21% en Credit Suisse a partir de 2019.

### Turismo
La Autoridad de Turismo de Catar es un organismo dependiente del Gobierno de Catar responsable de la formulación y gestión de las normas, reglamentos y leyes que rigen el desarrollo y la promoción del turismo en el país.

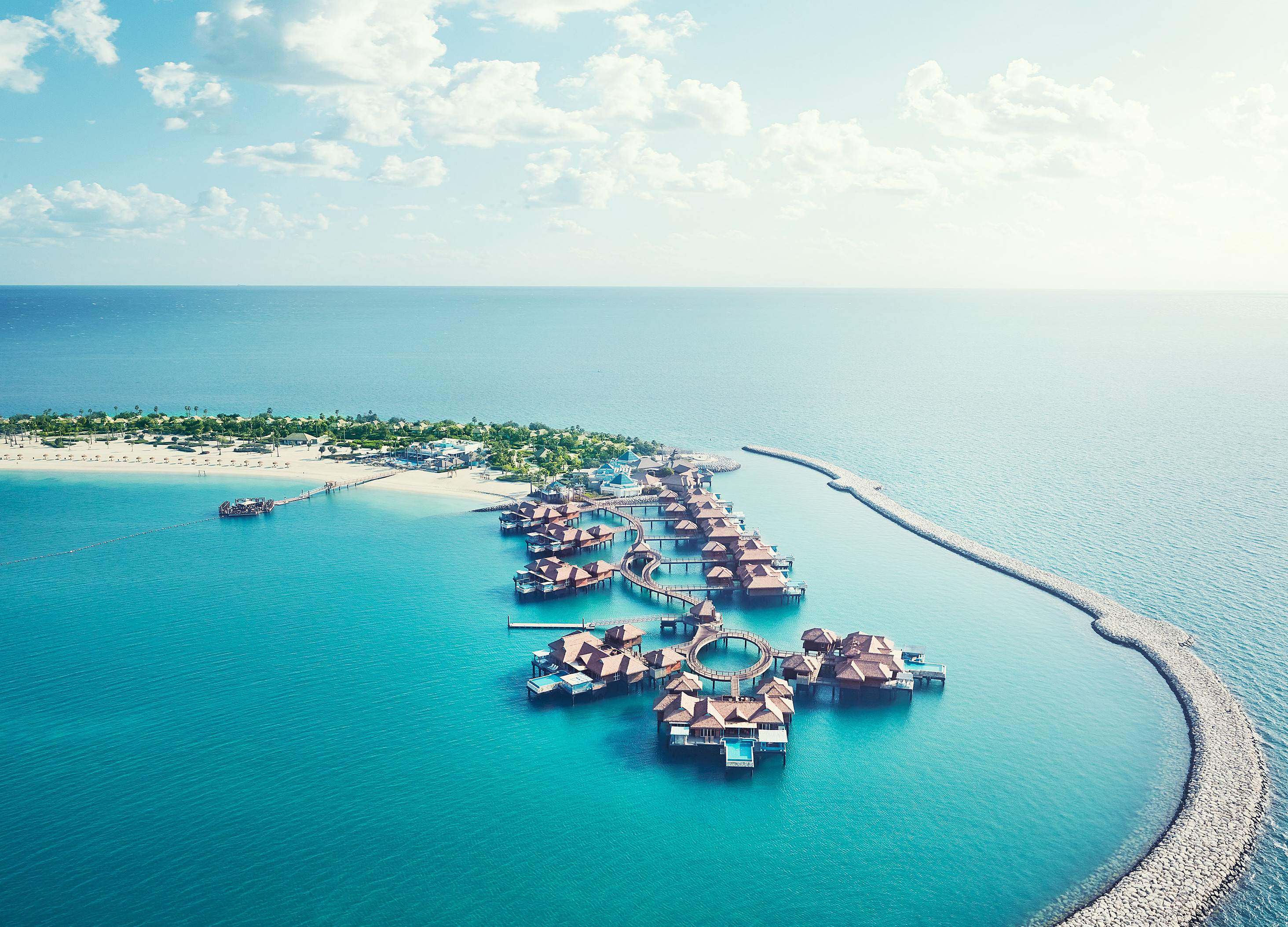
Isla Banana, una isla artificial frente a la costa de Doha, Catar

El Ministerio es responsable de las atracciones turísticas y del alojamiento de los viajeros y tiene como objetivo desarrollar y diversificar el sector turístico de Catar, así como aumentar la contribución del turismo al PIB del país, al crecimiento futuro y al desarrollo social.
Las actividades de la QTA se guían por la Estrategia Nacional del Sector Turístico de Catar 2030 (QNTSS), publicada en febrero de 2014 como plan para el desarrollo futuro del sector.
El turismo de Catar se ha identificado como uno de los pilares fundamentales para su diversificación económica. En los últimos años, se ha posicionado como un destino importante en la organización de eventos internacionales como: Campeonato Mundial de Atletismo (2019), Juegos Mundiales Corporativos (2019), Copa Mundial de la FIFA Catar (2022) y Campeonatos del Mundo de Natación de la FINA (2023), entre otros. 
Catar es uno de los países con mayor crecimiento en el ámbito del turismo. Según la clasificación de Turismo Mundial, más de 2,3 millones de turistas internacionales visitaron Catar en 2017. Catar se ha convertido en uno de los países más abiertos de Oriente Medio gracias a sus recientes mejoras en la facilitación de visados, entre las que se incluye la posibilidad de que los nacionales de 88 países entren sin visado y de forma gratuita.
Catar registró en 2023 el récord nacional de visitantes, con 4.05 millones, incrementando 58% a comparación de 2022. 
Algunos sitios turísticos incluyen:
La isla de Al Khor, también conocida como Jazirat bin Ghanim e Isla Púrpura, es una isla situada en el municipio de Al Khor, en la costa noreste de Catar. Alberga el único yacimiento arqueológico del país atribuible al segundo milenio a. C. Hay cuatro periodos principales de ocupación en la isla, que datan desde ca. 2000 a. C. hasta c. 1900. La isla es más conocida por ser el lugar de funcionamiento de una industria de tintes púrpura controlada por los kasitas en el segundo milenio a. C.

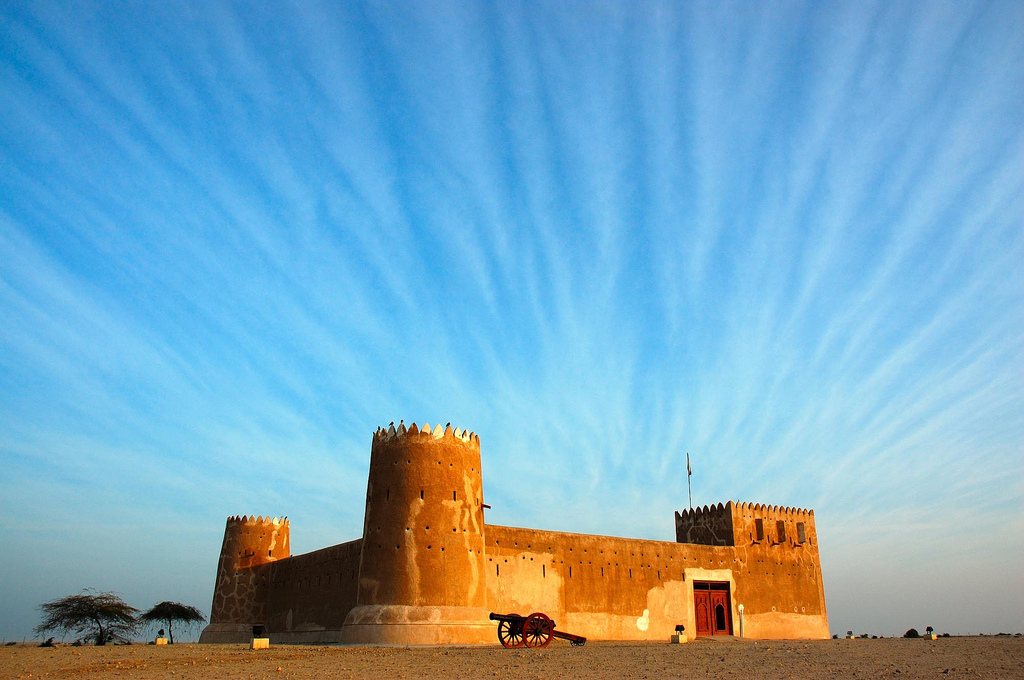
El Fuerte de Al Zubara (حصن الزبارة), construido en 1938

Zubarah un antiguo fuerte en ruinas situado en la costa noroeste de la península de Catar, en el municipio de Al Shamal, a unos 105 km de la capital catarí, Doha. Fue fundado por el jeque Muhammed bin Khalifa, padre fundador de la familia real Al Jalifa de Baréin, la principal y más importante tribu de los Utub en la primera mitad del siglo XVIII. Fue designado Patrimonio de la Humanidad por la Unesco en 2013.
Umm Al Maa un yacimiento arqueológico del noroeste de Catar situado en el municipio de Jor, cerca de la frontera con Al Shamal. Ruwayda es una ciudad en ruinas situada en el norte de Catar. Con una extensión de 2,5 km a lo largo de la costa, constituye uno de los mayores yacimientos arqueológicos de Catar y contiene su mayor fortaleza.
Catar posee además una serie de fortificaciones históricas entre las que destacan las Torres Al Khor, el Fuerte Al Wajbah, el Fuerte de Al Zubara, el Fuerte de Ar Rakiyat, las Torres Barzan, el Fuerte de Doha y Qal'at Murair. Entre las playas se pueden mencionar la Playa de Al Ghariyah, Playa de Al Thakhira, Playa de Dukhan, Playa de Fuwairit, Khor Al Adaid, Playa de Ras Abrouq, Playa de Umm Bab, Playa de Zubarah, Playa de Maroona, Playa de Al Farkiya, Playa de Simaisma, Playa de Al Wakra, Playa de Sealine. Playa de Al Kharij, y la Playa de Katara.

## Transporte
Con una población en rápida expansión y un importante crecimiento económico en la última década, cada vez es más necesaria una red de transporte fiable y amplia en Catar. Hasta ahora, el gobierno, principal promotor del transporte, ha hecho un esfuerzo para satisfacer la demanda de nuevas opciones de transporte. 

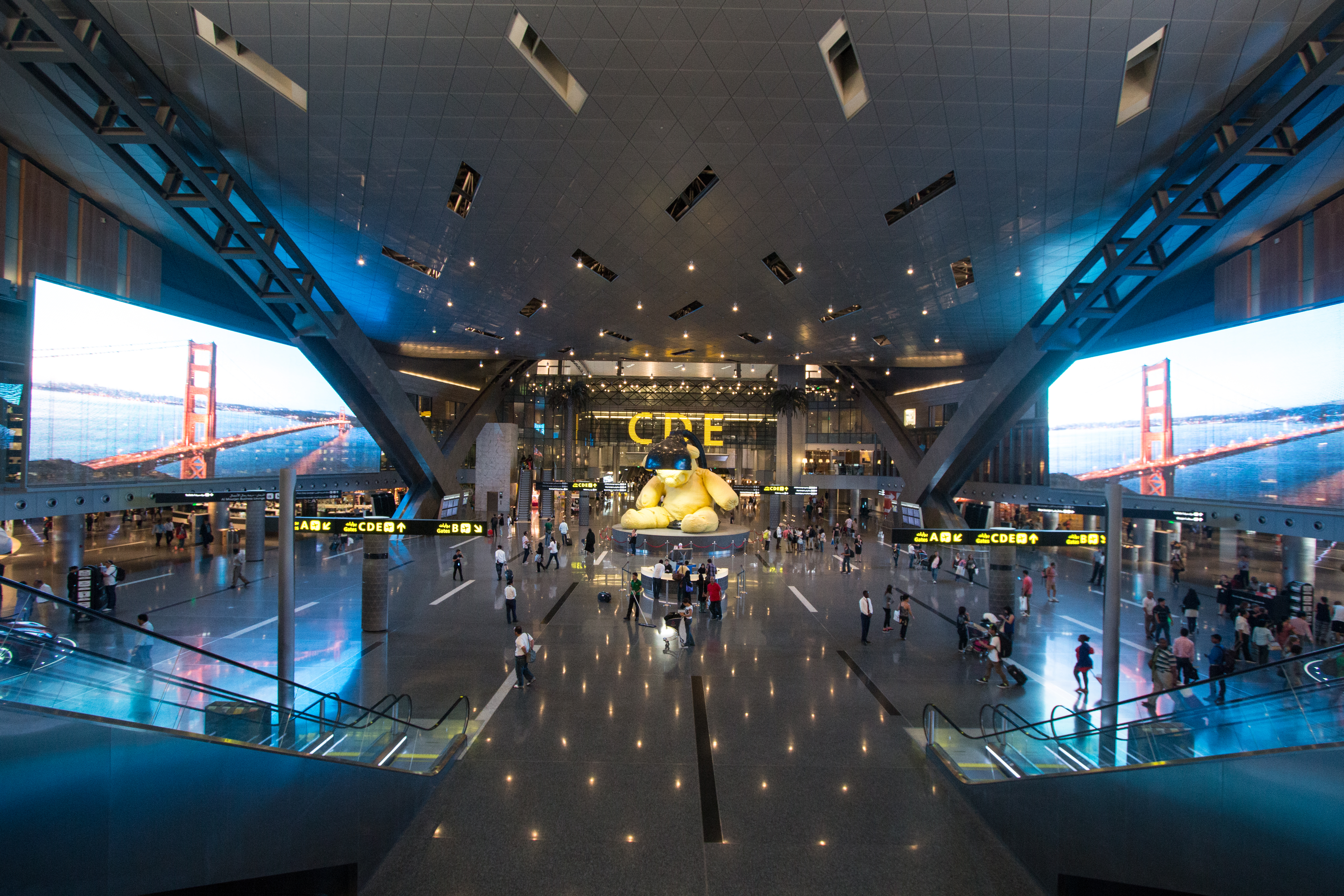
Aeropuerto Internacional Hamad en Doha

En 2008, la Autoridad de Obras Públicas (Ashghal), uno de los organismos que supervisa el desarrollo de las infraestructuras, se sometió a una importante reorganización con el fin de racionalizar y modernizar la autoridad en preparación para la ampliación de grandes proyectos en todos los segmentos en un futuro próximo. Ashghal trabaja conjuntamente con la Autoridad de Planificación y Desarrollo Urbano (UPDA), organismo que diseñó el plan maestro de transporte, instituido en marzo de 2006 y que se extiende hasta 2025.
Dado que la conducción es el principal modo de transporte en Catar, la red de carreteras es uno de los principales objetivos del plan. Entre los proyectos más destacados de este segmento se encuentran la multimillonaria autopista de Doha y la calzada Catar Baréin, que conectará Catar con Baréin y Arabia Saudita.
También se están desarrollando opciones de transporte masivo, como el metro de Doha, un sistema de tren ligero y redes de autobuses más amplias, para aliviar la congestión de las carreteras. Además, el sistema ferroviario se está ampliando considerablemente y podría llegar a formar parte de una red de todo el CCG que conecte a todos los Estados árabes del Golfo Pérsico. El aeropuerto también está ampliando su capacidad para hacer frente al creciente número de visitantes.
El Aeropuerto Internacional Hamad es el aeropuerto internacional de Doha. En 2014, sustituyó al antiguo Aeropuerto Internacional de Doha como principal aeropuerto de Catar. En 2016, el aeropuerto fue nombrado el 50.º más activo del mundo por tráfico de pasajeros, sirviendo a 37.283.987 pasajeros, un aumento del 20,2% desde 2015.
El transporte público en Doha es moderno, eficiente y económico, y ofrece diversas opciones para facilitar la movilidad en la ciudad y sus alrededores. El metro de Doha, uno de los sistemas más avanzados del mundo, cuenta con tres líneas: Red, Green y Gold, las cuales se interconectan en la estación Msheireb. Estas líneas permiten desplazarse fácilmente hacia zonas clave como el Aeropuerto Internacional de Hamad, West Bay, Education City y Al Wakrah. Además, el servicio de autobuses públicos, operado por la empresa estatal Mowasalat bajo el nombre Karwa Bus, complementa la red de transporte. Estos autobuses, mayoritariamente eléctricos y con aire acondicionado, enlazan Doha con las principales ciudades del país. La red de autobuses metrolink facilita el acceso a las estaciones del metro y está integrada al sistema general de transporte, para lo cual se puede utilizar la aplicación Karwa Journey Planner. Asimismo, Doha cuenta con tres sistemas de tranvía que complementan la movilidad urbana: el Lusail Tram, con cuatro líneas y 25 estaciones, conectado con el metro mediante las estaciones Lusail y Legtaifiya; el Msheireb Tram, que recorre gratuitamente el centro urbano Msheireb Downtown Doha en un circuito cerrado de 2 km; y el Education City Tram (EC), gratuito y dotado de tecnología de recarga eléctrica, que dispone de tres líneas (Yellow, Blue y Green) y ofrece wifi gratuito a los pasajeros. 

### Carreteras y puertos

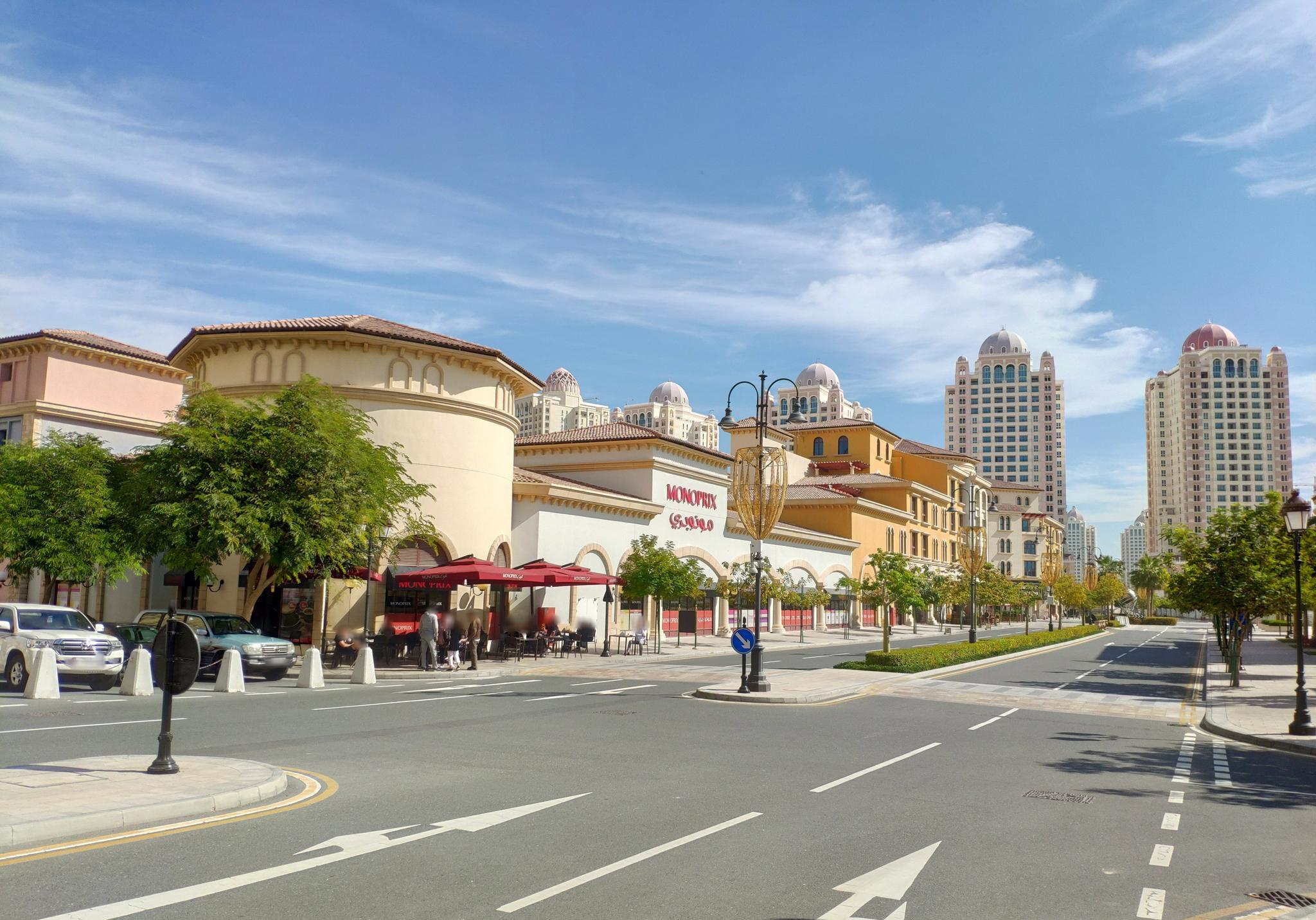
Un Carretera en el sector de Medina Centrale, Catar

La red de carreteras asfaltadas, bien desarrollada, abarca unos 9800 kilómetros. Hay conexiones por carretera con los Emiratos Árabes Unidos y Arabia Saudita. Los puertos más importantes son Ras Laffan, que maneja principalmente gas además de carga general y contenedores, y Umm Sa'id, que maneja carga a granel y general, además de petróleo.
El puerto de la capital, Doha, es atendido principalmente por dhows, que operan en las rutas tradicionales del Golfo Pérsico, pero también hasta el sur de la India. Una nueva instalación portuaria de pequeño tamaño en la bahía de Doha permite también la manipulación de carga general y contenedores en este lugar. Los puertos de al-Chaur (al norte de Doha) y al-Wakra (al sur de Doha) son esencialmente puertos pesqueros con poco tráfico marítimo costero. Ar-Ruwais, en la costa norte, es un puerto pesquero. El aeropuerto internacional de Doha tiene vuelos diarios desde varias capitales europeas y es la sede de Qatar Airways. El turismo es económicamente insignificante y está gestionado por la Autoridad de Turismo de Catar.
Actualmente se están llevando a cabo varios proyectos de construcción espectaculares, como una isla artificial de 400 hectáreas llamada "La Perla". Esta isla artificial está situada a 20 kilómetros al norte del nuevo aeropuerto internacional, Hamad International Airport. Este aeropuerto, inaugurado en la primavera de 2014, está diseñado para el aterrizaje del Airbus A380 y sirve, entre otras cosas, para ampliar aún más la función de Doha como centro de operaciones para las aerolíneas internacionales.
La construcción de dos puentes pretende reducir la dependencia de Arabia Saudita. El Puente de la Amistad, con una longitud de 45 kilómetros, conectará Catar con Baréin, que a su vez está conectado con el territorio continental de Arabia Saudita por un puente. El segundo puente conectará el territorio con los Emiratos Árabes Unidos.

### Ferrocarriles
DB International, filial de Deutsche Bahn AG, recibió en 2009 el encargo de Qatar Railways de desarrollar un sistema de transporte ferroviario para el tráfico de mercancías y pasajeros en la península. El plan consiste en conectar Catar con la red ferroviaria de Arabia Saudí en el sur y proporcionar un enlace ferroviario de alta velocidad con Baréin a través del puente marítimo previsto al oeste. En las zonas más densamente pobladas de la región de Doha, habrá conexiones con el campo. El sistema integrado consta de unos 350 kilómetros de líneas troncales —también con tráfico de mercancías— y otros 300 kilómetros aproximadamente de líneas ferroviarias suburbanas (sistema de tren ligero), de los cuales 85 kilómetros son líneas de metro, algunas de ellas en túneles en la conurbación más estrecha de Doha.
En diciembre de 2019, La "Línea Azul" del Tranvía de Doha entró en servicio, pero no estaba funcionando a finales de 2021. El 11 de noviembre de 2021, la "Línea Amarilla" entró en servicio. Se está construyendo una "Línea Verde". El tranvía tendrá 24 paradas cuando se completen las tres líneas. El ferrocarril funciona sin cables aéreos.
El 1 de enero de 2022 comenzó a funcionar el primer tramo de 5,5 km del tranvía de Lusail, que también conecta con el metro de Doha. Cuando esté terminada, esta red tendrá 34 km de longitud y 32 paradas, siete de las cuales serán subterráneas. Los tramos en superficie funcionarán sin líneas aéreas.

## Cultura
Catar aplica explícitamente la ley wahhabi como la base de su gobierno, y la vasta mayoría de sus ciudadanos siguen esta específica doctrina islámica. Muhammad ibn Abd-al-Wahhab fundó el wahhabismo, una versión puritana del islam que hace una interpretación literal del Corán y la Sunnah. Los ciudadanos que profesan otras religiones están exentos de cumplir la ley islámica, pero se les pide que en la medida de lo posible respeten la misma.

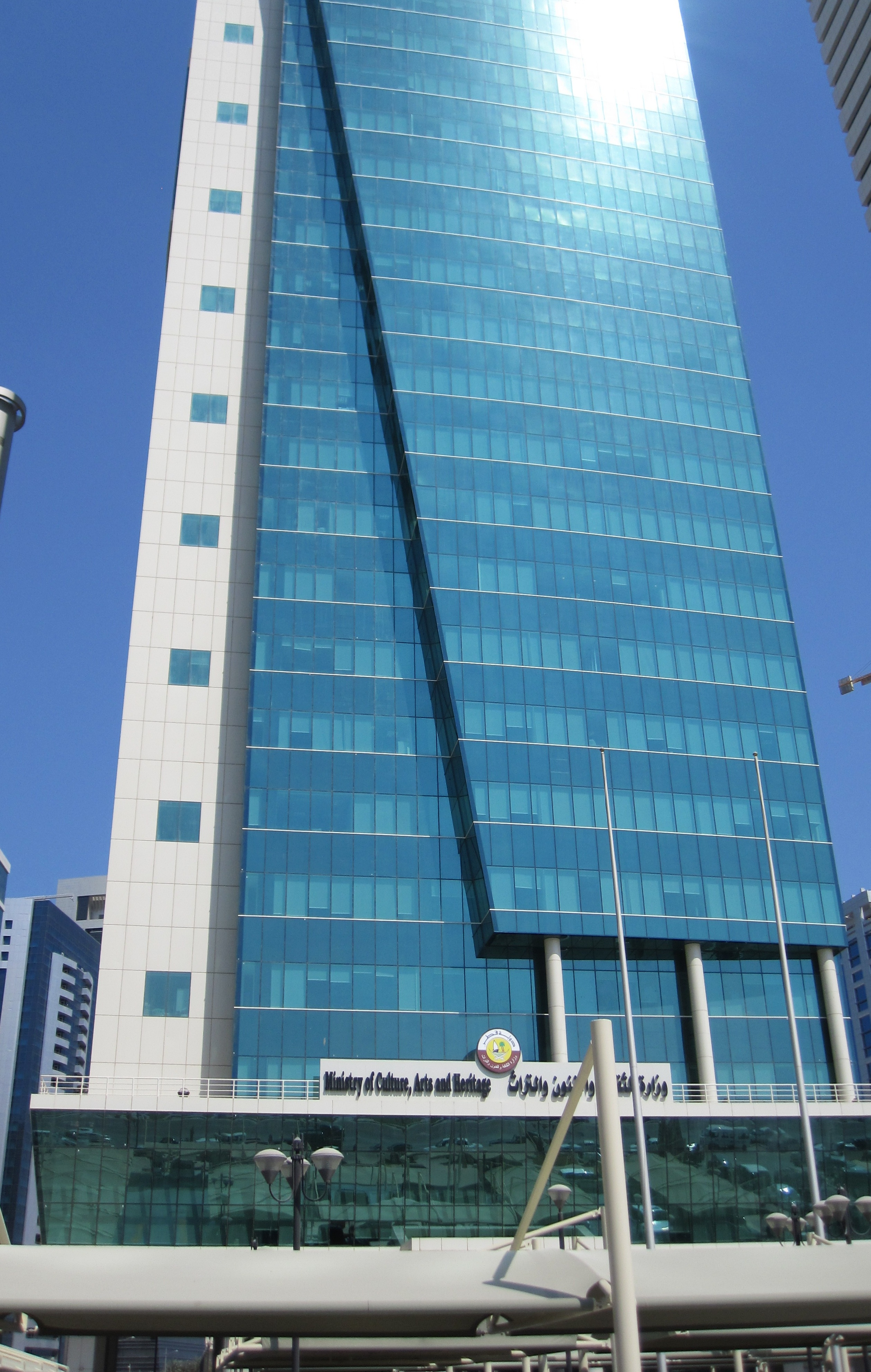
Ministerio de Arte, Cultura y Patrimonio de Catar

Al-Yazira es una emisora de televisión por satélite de lengua árabe fundada en noviembre de 1996 por la dinastía catarí. Es el principal canal de noticias del mundo árabe y emite su programación también en inglés. Originalmente gratuita y sostenida por el gobierno, la emisora poco a poco empezó a cobrar por sus servicios y se independizó financieramente, como se pretendía desde su creación.
En Catar se celebra el 3 de septiembre el día de la Independencia y el 18 de diciembre es el día nacional.

### Medios de comunicación
El canal de noticias Al Jazeera tiene su sede en Catar. Entre los periódicos en inglés que se leen están The Peninsula, el Gulf Times, Qatar Tribune y el Khaleej Times de Dubái. También se leen cada vez más artículos de crítica social, sobre todo los que tratan de la situación de los trabajadores no cataríes.
A finales de 2005 se informó de que la empresa monopolista Qatar Telecom (Qtel, rebautizada como Ooredoo en 2013) estaba bloqueando servicios de comunicación de audio y vídeo como MSN Messenger, Yahoo Messenger o Google Talk en su propia red de datos, lo que también fue confirmado por una portavoz de la compañía. Este procedimiento es especialmente explosivo porque cerca del 80 % de los habitantes de Catar son extranjeros (trabajadores invitados, etc.) para los que este tipo de comunicación se considera la única asequible. Sin embargo, parece que esto se ha relajado parcialmente o se ha levantado de nuevo, ya que al menos se pueden hacer llamadas telefónicas y chatear a través de Skype sin restricciones.
Algunos sitios de Internet están sujetos a la censura. Al intentar consultar algunas páginas, el usuario es redirigido a una página de Qatar Telecom. Allí se encuentra el aviso: «Este sitio ha sido bloqueado por Internet Catar ya que el contenido posee material prohibido en el Estado de Catar». Esto ocurre, entre otras cosas, al intentar consultar sitios con contenido pornográfico o sexual, pero también, por ejemplo, al intentar acceder a grupos de Yahoo y comunidades similares.

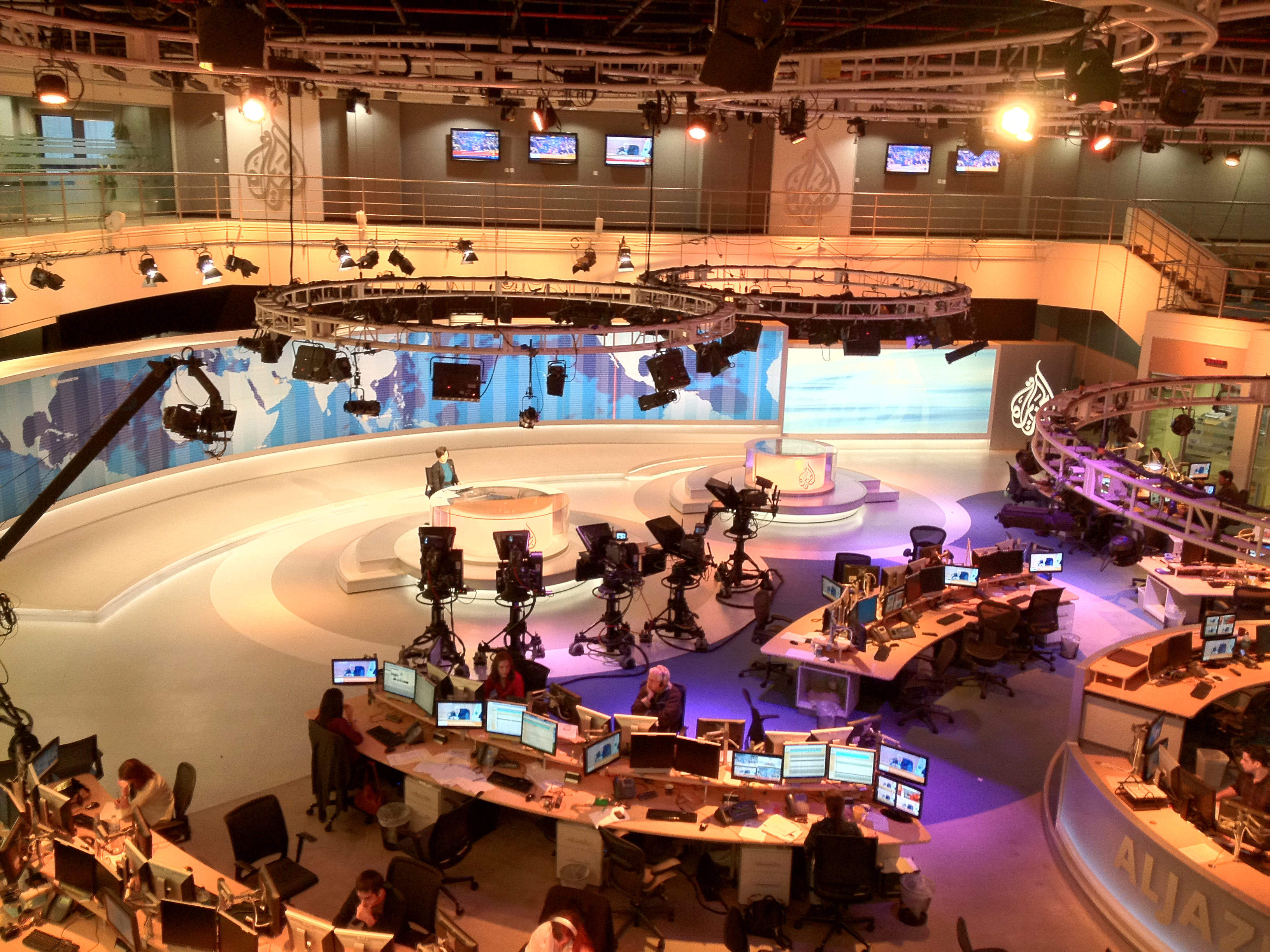
Estudio de la Cadena Televisiva Al Jazeera en Doha, Catar

En la clasificación de libertad de prensa de 2017 publicada por Reporteros sin Fronteras, Catar ocupó el puesto 123 de 180 países. Según el informe de la organización no gubernamental, la situación de la libertad de prensa en el país es «difícil». Se habla de una censura masiva, especialmente de las publicaciones críticas con el sistema. La ley de prensa, aprobada en 1979, nunca ha sido reformada y es tan flexible que el gobierno puede ampliar las prohibiciones en cualquier momento. Los periodistas de Catar carecen de cualquier sindicato o grupo de interés que les apoye en las disputas con el gobierno.
En marzo de 2014 se anunció que el satélite Catarí Es'hail-2 colocaría una estación de retransmisión de radioaficionados en posición geoestacionaria, un proyecto conjunto de la Asociación de Radioaficionados de Catar (QARS), la Compañía de Satélites de Catar y la Asociación Alemana de Radioaficionados por Satélite (AMSAT-DL). Dos transpondedores permitirán a los radioaficionados de Brasil, a través de Europa, hasta la India, establecer conexiones de radio entre sí. El lanzamiento estaba previsto para 2018, con 25,5 grados Este como posición. El enlace ascendente estará en el rango de 2,400 a 2,450 GHz y el enlace descendente en el rango de 10,450 a 10,500 GHz dentro de las respectivas asignaciones de radioaficionados.
Varias emisoras de radio y televisión pueden recibirse bien a través de Internet, como Broadcast Qatar. El servicio estatal Qatar Broadcasting Service (QBS) emite su programación nacional tanto en FM como en onda media. En buenas condiciones de propagación, la estación de onda media en 675 kHz también se puede recibir en Europa por la tarde y la noche. Los informes de recepción en inglés son confirmados por la estación con tarjetas QSL.

En 2016, el 92,0% de la población utilizaba Internet. 

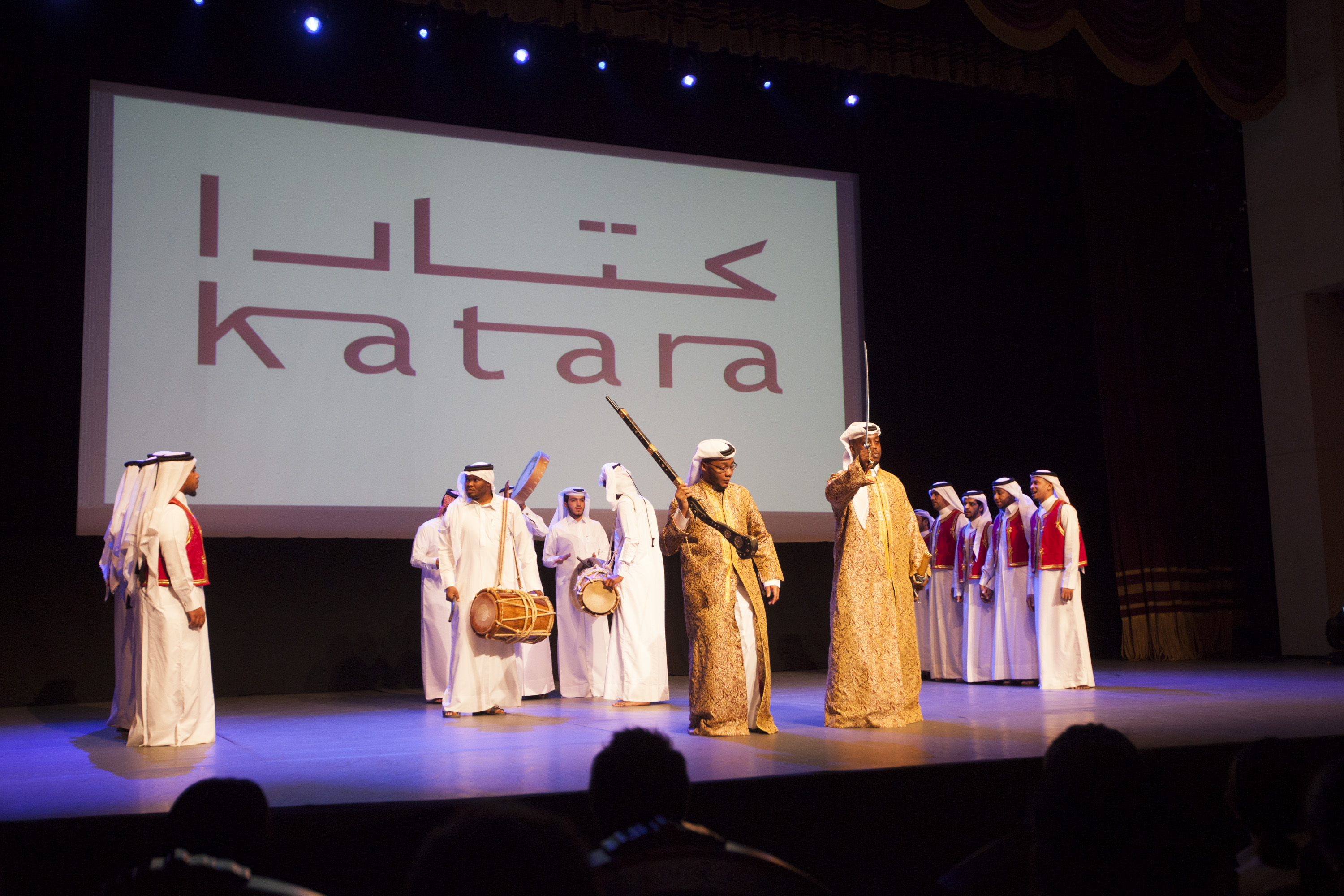
Músicos tradicionales de Catar.

### Música
La música de Catar se basa en la poesía, el canto y la danza populares del mar. Las danzas tradicionales de Doha se interpretan los viernes por la tarde; una de ellas es el Ardah, una danza marcial estilizada interpretada por dos filas de bailarines que se acompañan de una serie de instrumentos de percusión, como el al-ras (un gran tambor cuyo cuero se calienta con un fuego abierto), panderetas y platillos con tambores pequeños. Otros instrumentos populares son el oud y la rebaba, ambos de cuerda, así como el ney.
Las canciones de trabajo relacionadas con el mar son el tipo de música folclórica más recurrente, sobre todo las relativas a la caza de perlas Cada canción, de ritmo variable, narraba una actividad diferente del viaje de pesca de perlas, como desplegar las velas, bucear y remar los barcos. El canto colectivo formaba parte de cada viaje perlero y cada barco tenía un cantante designado, conocido localmente como al naham. El canto se utilizaba para animar a los miembros de la tripulación a trabajar más durante el goteo de perlas, además de proporcionarles entretenimiento mientras descansaban.
Las mujeres cantaban sobre todo canciones de trabajo relacionadas con las actividades cotidianas, como moler el trigo o cocinar. Las canciones se interpretaban colectivamente en pequeños grupos y variaban en cuanto a su especificidad: algunas se referían a temas generales, mientras que otras estaban relacionadas con procesos específicos.
Las mujeres también cantaban cuando se avistaron barcos perleros que regresaban. Después de un avistamiento, se reunían en torno a la orilla del mar, donde aplaudían y cantaban sobre las penurias del buceo con perlas.

### Literatura

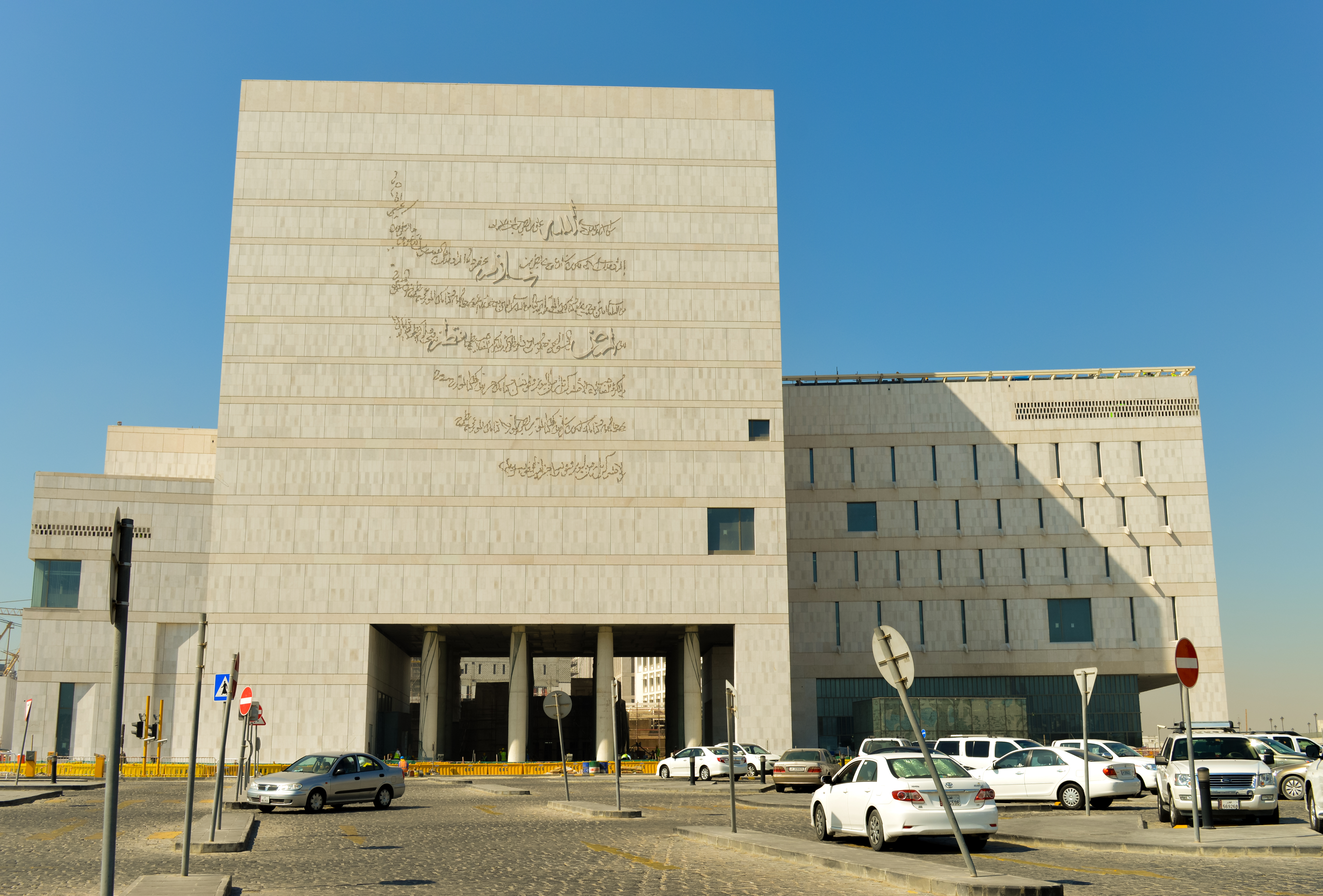
Archivo nacional de Catar

Los orígenes de la literatura catarí se remontan al siglo XIX. Al principio, la poesía escrita era la forma de expresión más común. Abdul Jalil Al-Tabatabai y Mohammed bin Abdullah bin Uthaymeen, dos poetas de principios del siglo XIX, formaron el corpus de la primera poesía escrita de Catar. Posteriormente, la poesía cayó en desuso cuando Catar empezó a cosechar los beneficios de las exportaciones de petróleo a mediados del siglo XX y muchos cataríes abandonaron sus tradiciones beduinas en favor de estilos de vida más urbanos.
Debido al creciente número de cataríes que empezaron a recibir educación formal durante la década de 1950 y a otros cambios sociales significativos, en 1970 se introdujo la primera antología de cuentos, y en 1993 se publicaron las primeras novelas de autoría local. La poesía, en particular la forma predominante nabati, conservó cierta importancia, pero pronto se vería eclipsada por otros tipos literarios. A diferencia de la mayoría de las otras formas de arte en la sociedad catarí, las mujeres han participado en el movimiento de la literatura moderna en una magnitud similar a la de los hombres.
La literatura en Catar suele dividirse en dos periodos: 1800-1950 y 1950-presente. Esta división se debe a los grandes cambios sociales que se produjeron a mediados del siglo pasado como consecuencia de los ingresos generados por las exportaciones de petróleo de Catar. Los ingresos del petróleo transformaron la economía de enferma a próspera, y la subsiguiente huida del campo provocó un descenso en la popularidad de muchas tradiciones beduinas.

### Arte y museos

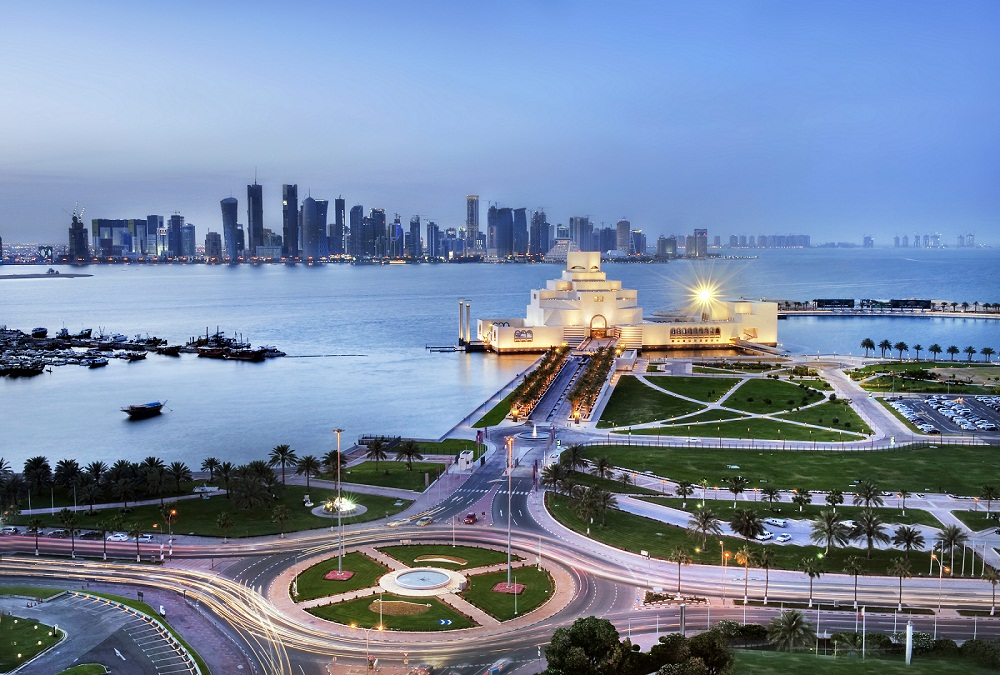
Museo de arte islámico de Doha

El movimiento artístico moderno catarí surgió a mediados del siglo XX, como resultado de la nueva riqueza adquirida con las exportaciones de petróleo y la posterior modernización de la sociedad catarí. Debido a la postura del Islam de no incluir representaciones de seres sensibles en las artes visuales, la pintura ha desempeñado históricamente un papel insignificante en la cultura del país. Otras formas de arte visual, como la caligrafía, la arquitectura y los textiles, eran más apreciadas en la tradición beduina.
El Museo de Arte islámico, inaugurado en 2008, está considerado como uno de los mejores museos de la región. El Museo nacional de Catar se abrió al público el 28 de marzo de 2019. Estos, y varios otros museos cataríes, como el Museo Árabe de Arte Moderno, dependen de la Autoridad de Museos de Catar (QMA), dirigida por la jequesa Al-Mayassa bint Hamad bin Khalifa Al Thani, hermana del emir gobernante del Estado de Catar, y el destacado coleccionista y mecenas de arte jeque Hassan bin Mohamed bin Ali Al Thani. La QMA también patrocina eventos artísticos en el extranjero, como las grandes exposiciones de Takahashi Murakami en Versalles (2010) y de Damien Hirst en Londres (2012). Además, existen museos originados por colecciones personales, como el Museo a Lionel Messi.
Catar es el mayor comprador del mundo en el mercado del arte por su valor. El sector cultural Catarí se está desarrollando para que el país alcance un reconocimiento mundial que contribuya al desarrollo de un país que proviene principalmente de sus recursos de la industria del gas.

### Ciencia y tecnología
Conforme a los datos del Banco Mundial, en 2018, Catar realizó una inversión del 0.58% de su PIB en investigación y desarrollo. En el Índice de competitividad global del Foro Económico Mundial de 2019, Catar figura en el puesto 29 de competitividad y en el puesto 8 en lo que respecta a la adopción de las tecnologías de la información y la comunicación entre 144 economías mundiales. Según el Índice mundial de innovación, a cargo de la Organización Mundial de la Propiedad Intelectual, en 2022, Catar se ubicó en el lugar 52 en innovación entre 132 países del mundo; mientras que en 2023, ocupó el lugar 50.
La revista Nature, enumera como las tres principales universidades e instituciones productoras de investigaciones en este país, entre 2021 y 2022, a la Universidad de Catar, la Hamad Medical Corporation (HMC) y el Centro Médico y de Investigación Sidra.
En 2006, como parte de una iniciativa de la Fundación Qatar, se creó el Fondo Nacional de Investigación de Catar con la intención de garantizar fondos públicos para la investigación científica en el país. El fondo funciona como un medio para que Catar diversifique su economía, pasando de una basada principalmente en el petróleo y el gas a una economía basada en el conocimiento.

## Deportes

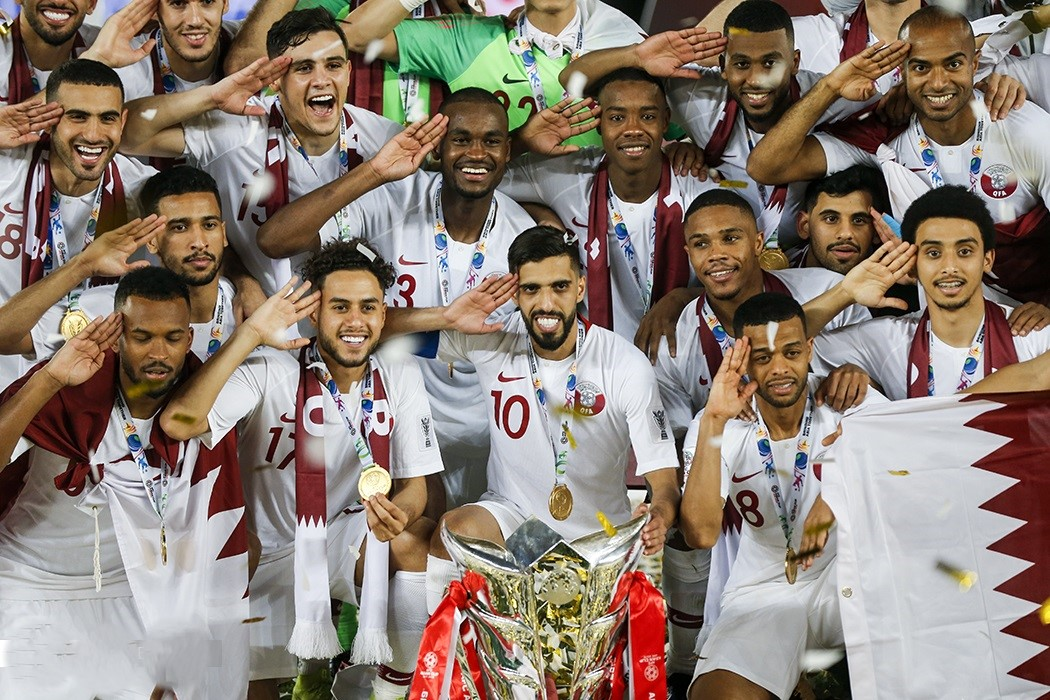
Selección de Catar luego de ganar la Copa Asiática 2019 de los Emiratos Árabes Unidos.

Catar fue sede de la Copa Asiática de 1988, 2011 y 2023, así como el Mundial de Balonmano Masculino de 2015. En tanto, Doha fue sede de los Juegos Asiáticos de 2006, el Mundial de Atletismo en Pista Cubierta de 2010 y los Juegos Panarábicos de 2011.
El Masters de Catar de golf se juega desde 1998 como parte del European Tour. En tanto, el Tour de Catar de ciclismo forma parte del calendario del UCI Asia Tour desde 2002. En 2004 se inauguró el Circuito Internacional de Losail, donde se realiza el Gran Premio del Motociclismo, y el Gran Premio en la Fórmula 1.

### Fútbol
La capital, Doha, se postuló por primera vez para albergar uno de los tres mayores eventos deportivos del mundo, los Juegos Olímpicos de verano de 2016, pero fue eliminada en la ronda preliminar. A continuación, presentó su candidatura para albergar la Copa del Mundo de 2022, esta vez con éxito, como anunció la FIFA en diciembre de 2010. Los Emiratos se impusieron a las ofertas de Australia, Japón, Corea del Sur y Estados Unidos. El plan maestro para este gran acontecimiento, que convenció a los responsables de la FIFA que votaron a favor, procedía de la oficina de planificación de Fráncfort AS & P del arquitecto Albert Speer junior.
El 2 de diciembre de 2010, Catar fue seleccionado país sede del Mundial 2022, lo que lo convirtió, hasta el momento, en el país más pequeño en albergar dicho evento, y es el primer Mundial de Fútbol a realizarse en Oriente Medio.

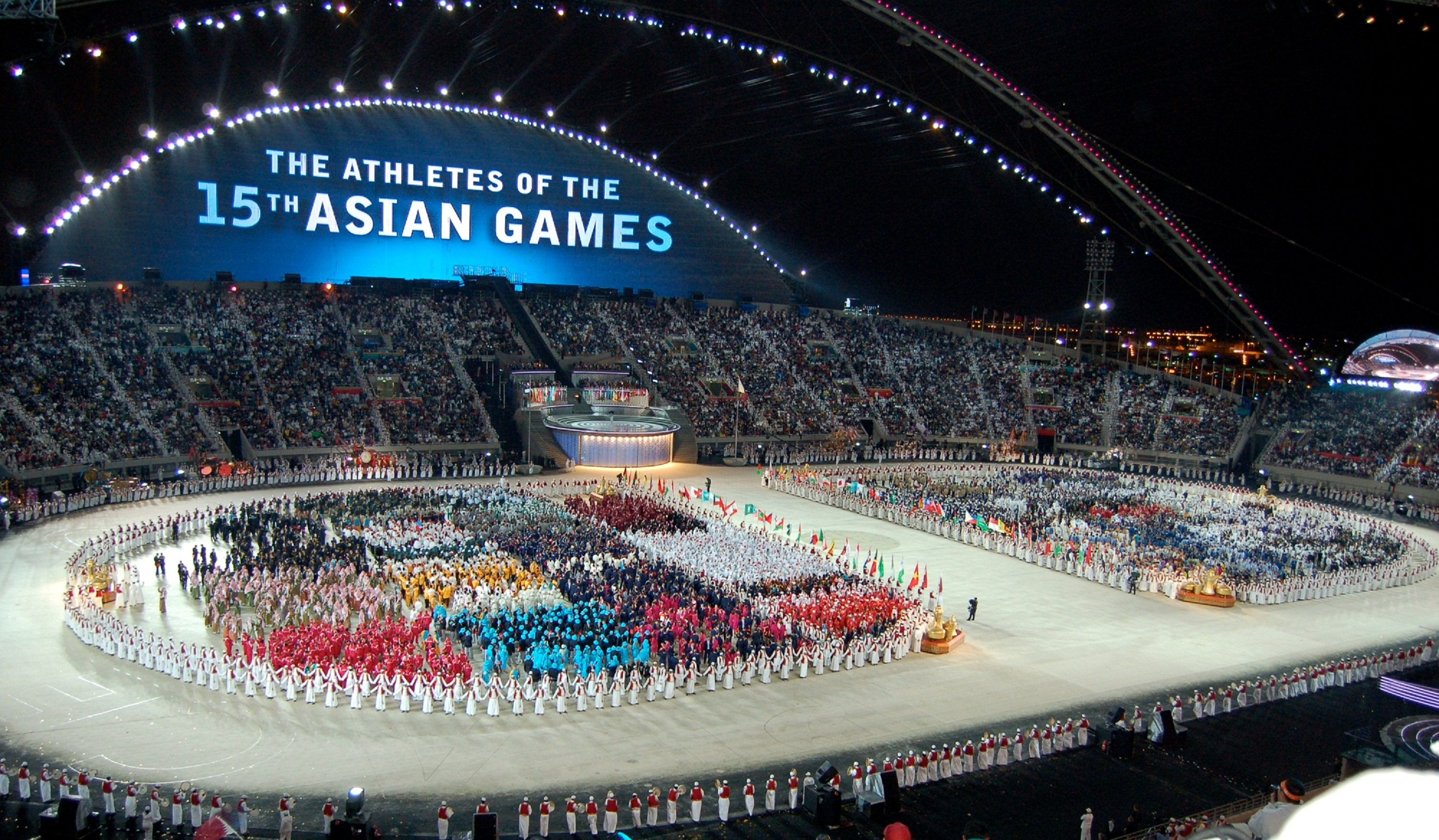
Ceremonia de Apertura de los Juegos Asiáticos en Doha en 2006

La mayor preocupación de la oferta de Catar son las altas temperaturas que presenta la zona durante los meses en que se realiza cada Mundial, superiores a los 40 °C, aunque se construyeron inmuebles con temperatura controlada. Los cinco primeros estadios propuestos emplean tecnología de refrigeración capaz de reducir la temperatura dentro del estadio en 20 grados centígrados respecto a la temperatura ambiental. Se previó que las gradas superiores de los estadios se desmontasen después del Mundial y fueran donadas a los países menos desarrollados en infraestructuras deportivas. La final del torneo se jugó en el Estadio Icónico de Lusail de la ciudad del mismo nombre el 18 de diciembre de 2022, teniendo un resultado a favor de Argentina por sobre Francia
Actualmente es el campeón de la Copa Asiática 2019, después de haber vencido 3-1 a Japón. Es el título más importante a nivel deportivo que ha conseguido este país.
Inmediatamente después del anuncio, el Campeonato de Fútbol de Asia 2011 se celebró en Catar en enero de 2011. Como preparación para la Copa del Mundo de 2022, Catar acogió la Copa Árabe de la FIFA 2021 del 30 de noviembre al 18 de diciembre de 2021, que ganó Argelia.

### Baloncesto
El baloncesto es un deporte cada vez más popular en Catar. El deporte está administrado por la Federación de Baloncesto de Catar (QBF). La QBF se creó en 1964, pero no fue admitida en la FIBA Asia y en el Comité Organizador del CCG hasta 1979.
El primer torneo de baloncesto de Catar fue llamada el Campeonato Juvenil del CCG de 1995. La selección nacional de baloncesto ganó dos medallas de bronce consecutivas en las ediciones de 2003 y 2005 del Campeonato Asiático de Baloncesto y se clasificó para el Campeonato Mundial de la FIBA de 2006. Catar será sede de la Copa Mundial de Baloncesto de 2027.
Los equipos de club compiten en la Liga de Baloncesto de Catar, la principal liga de baloncesto nacional del país. La primera liga de baloncesto femenino de Ctar se puso en marcha en 2012.

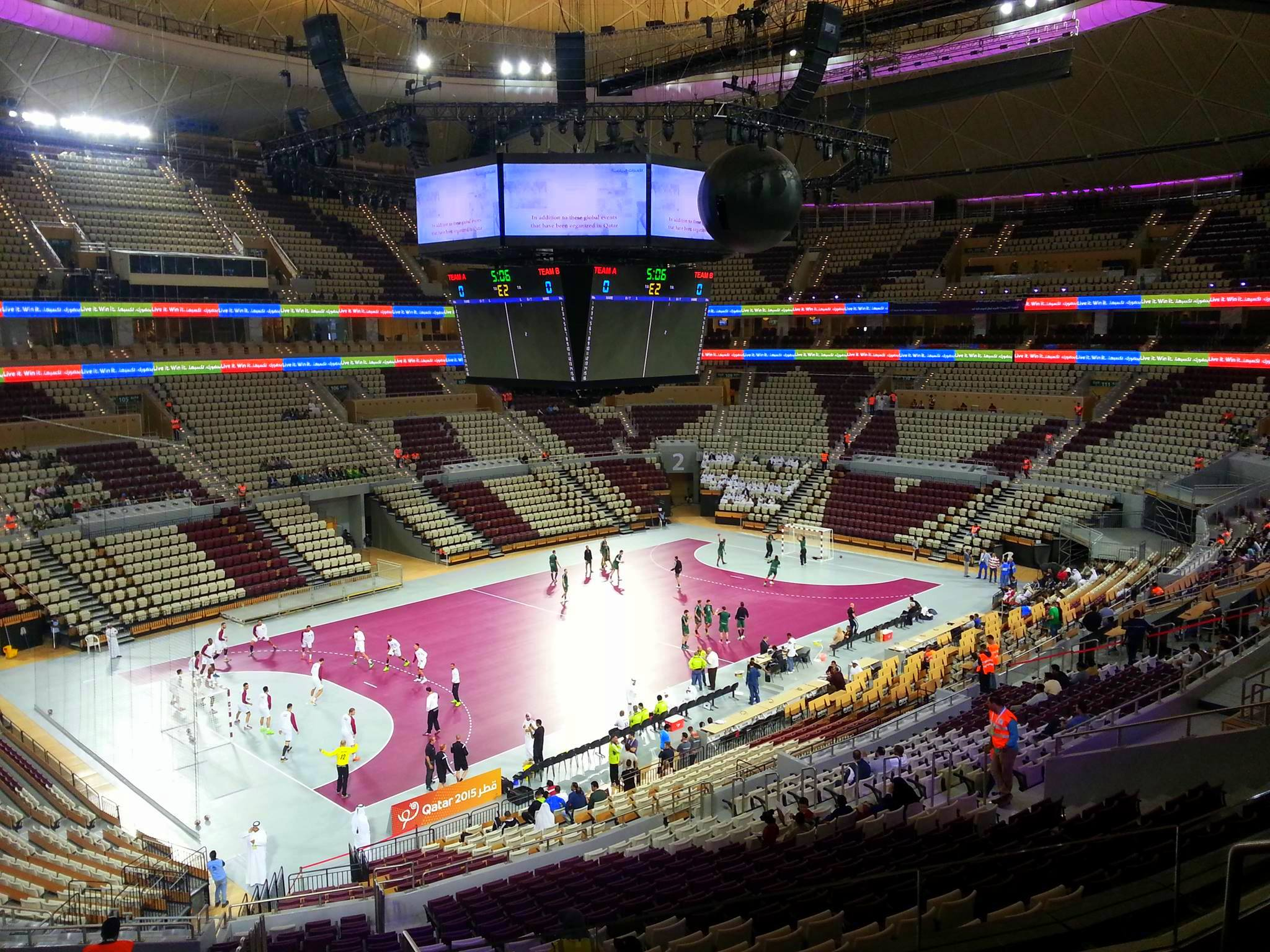
Lusail Sports Arena, un recinto deportivo multipropósito

### Críquet
El críquet es el segundo deporte más popular de Catar, aunque los ciudadanos locales lo practican muy poco, los trabajadores y residentes provenientes de India lo aprecian mucho, y dado que el subcontinente representa casi la mitad de los residentes en Catar, el juego se está acelerando rápidamente. Aunque la selección local de Catar no es tan popular, los torneos de críquet como la Copa del Mundo del ICC y el Mundial Twenty20 del ICC, que excluyen a Catar pero incluyen a las naciones que representan la mayoría de los expatriados en el país, son uno de los eventos deportivos más vistos en el país.
La Asociación de Críquet de Catar (QCA) previó organizar la primera Liga T10 del país a finales de 2019.